# ドキドキプリティリーグ
『ドキドキプリティリーグ』（DOKIDOKI PRETTY LEAGUE）は、エクシングから発売された女子野球部員育成恋愛シミュレーションゲームのシリーズである。略称は「ドキプリ」。

## DokiDokiぷりてぃリーグ (PC-98)
DokiDokiぷりてぃリーグは、パソコンソフト自動販売機「ソフトベンダーTAKERU」で発売されたPC-9800シリーズならびにMicrosoft Windows向けのアドベンチャーゲームであり、『レッスルエンジェルス』シリーズのキャラクター及びオリジナルキャラクターが野球で活躍するという設定でシリーズ展開された。

### DokiDokiぷりてぃリーグ
『レッスルエンジェルス』シリーズのキャラクター及びオリジナルキャラクターが野球で活躍するという設定で第1話-第5話まで発売。PC-9800シリーズ専用。メディアは各話フロッピーディスク（FD）2枚組でゲーム前半がアドベンチャーパート、後半が試合パートに分かれており、ストーリーとしてはギャグやシリアスの要素を取り入れている。試合形式はスロットマシンで行い、回転した目の内容（三振、一塁打-ホームラン……etc.）で進む。試合途中にイベントが発生することもあった。

### DokiDokiぷりてぃリーグ Final
FD4枚組のシリーズ完結編で宿舎から盗まれた優勝カップを探す内容のアドベンチャーゲームだった。PC-9800シリーズ専用。

### DokiDokiぷりてぃリーグ EX
プラットフォームをMicrosoft Windowsに移してメディアをCD-ROMに変更、タイムマシンを使った時間犯罪が多発する未来を舞台とする番外編。時間警察に女性隊員として所属する亜矢香とレミィに下された命令は、1996年から連れ去られた、武藤めぐみら4人のスポーツ選手の発見と送還だった。そのためにビューティ市ヶ谷らを捜索する近未来アクション風のアドベンチャーゲームとなっており、本来のゲーム内容とは大きくかけ離れていた。18禁指定。
なお、これらの作品はオリジナルのレッスルエンジェルス開発陣の猛反対からオリジナルのスタッフはほとんど参加しておらず、ほぼ外注のみで制作された。

## ドキドキプリティリーグ
1997年3月28日にエクシングより発売されたプレイステーション用ゲームソフト。ジャンルはスポ根・ラブコメ・美少女育成恋愛シミュレーションゲーム。タイトル画面やエンディングのクレジットでは副題に「フィールド・オブ・フェアリーズ」という表記がされている。
ラジオ番組、読者参加型ゲーム、ドラマCDなど、複数のメディア企画が連動して展開された。アニメ化を望む声もあったが、実現しなかった。

### 概要
プレイヤーは霞ヶ浦高校女子野球部の監督となって、4月から翌年3月までの1年間に10人の女子部員達を育成する。部員には打撃が得意な者、走力に優れた者など様々な特徴のあるタイプがいるので、部員の特性を活かした育て方を考える必要がある。野球パートでは、練習スケジュールを組み立てて部員のパラメータをアップさせ、公式試合に勝利して日本一の座を手にする事が目的である。恋愛パートでは特定の週に、好感度がある程度の高さに達している中で、一番高い選手と出会うイベントが発生する。職員室や夏祭り・初詣・バレンタインデーなどのイベントで部員と会話する事で好感度が増減する。ある程度好感度が高い選手の誕生日がある週に、50%の確率でイベントが発生する。選手へのプレゼントの選択によって好感度が増減する。仲が良くなれば休暇にデートすることも可能。
霞ヶ浦高校が女子高校野球選手権の日本一を目指す。選手との接し方によってエピローグが分岐するマルチエンディングシステムを採用している。
当初はPC98版をベースとしたプレイステーション版を制作する方向で企画が進められていたが、様々なメディア展開を可能にする為にキャラクターを総入れ替え、ゲームデザインを一新して作り替える事になった。プロデューサーの栗原宏明が野球に詳しくない事を逆手に取り、野球を知らない人でもゲームが出来るような作りになっている。
開発当初、対戦校の選手の原画を担当していたよろず壱が全ての原画を担当する予定だった。事実ゲーム発売前に発行されたゲーム雑誌での新作記事では、よろず壱デザインによる霞ヶ浦高校女子野球部のメンバーの絵が掲載されていた。原画もすべて完成していたのだが、諸事情で霞ヶ浦ナインの原画はアニメーターの香川久にリファインされたものになっていた。
主婦の友社『月刊電撃コミックガオ!』誌上にて、漫画作品『ドキドキプリティリーグ フィールドの妖精たち』が連載されていた。作者は中野友貴。
メディアワークス『電撃アドベンチャーズ』誌上にて、ホビー・データによる読者参加型ゲーム『ドキドキプリティリーグ 放課後編』が連載されていた。ライターは水城正太郎。
1996年4月から1997年3月にかけて、文化放送系列にてラジオ番組『DOKIDOKIプリティリーグ』が放送されていた。詳細は後述。

### ストーリー
東京都文京区多塚に、私立霞ヶ浦高校が設立された。同校は3年前に設立されていた霞ヶ浦中学校に通う生徒の受け入れを目的としており、同中学校から野々原千晶と牧野泉が進学した。彼女達は中学で女子野球部を発足するも、人数が足りずに3年間で一度も試合をする事が出来なかった。二人は今度こそはと、高校でも女子野球部を発足させる。霞ヶ浦高校の霞円蔵校長は、無類の野球好きであり、女子野球部の活動を楽しみにしていた。そこで彼女達の為に、大学野球時代のチームメイトにして、伝説の名監督である谷川猪之介を教員として招く。しかし谷川は就任直前に入院してしまい、顧問という形で籍を残しておくほかなかった。困った霞校長は、適当な後任を探し出し、谷川に代わる監督として女子野球部を指導するよう命じる。

### システム

#### キャプテン
監督としての初仕事は、女子野球部のキャプテンを選択する事である。林恭子と河合弘子はキャプテンを辞退するので、残る8人の部員の中からキャプテンを決定する。
キャプテンの得意なパラメータは上昇しやすくなる。任命したキャプテンによって、ストーリー、練習による能力の上昇値、ライバル校のランキングなどが大きく異なってくる。

#### 対話
一週間に一回、一人の部員を職員室に呼び出し、対話を行える。
話題は、部活に関するものと、プライベートに関するものの2項目から選択し、話を始めた部員に対するリアクションとして、大まかな選択肢で「叱りつける」か「気を引く」の2種類が現れる。気を引くような会話をすると監督に対する好感度は上がるが根性は下がる。叱りつけた時はその逆となるが部員によってパターンが違うため性格や状態などを見分けながら対話内容を選ぶ事が必要となる。
メンバーの性格は様々で真面目な部員からワガママな部員もいる。個性が強いメンバー同士のため仲違いする事もあればトラブルも起きる。メンバーの精神状態は練習に打ち込む度合に影響を与える。精神状態が悪いと練習もさぼりがちになるので対話からステータスのチェックが必要になる。

#### スケジュール
カレンダー画面の平日に練習メニューを、週末に練習試合・休暇・公式試合のいずれかの予定を組み込み、スケジュールを実行して部員を育成する。
5月第2週・10月第2週は中間試験が、7月第2週・12月第2週・3月第1週は期末試験が行われる。試験期間中は練習する事が出来ず、週末の予定は強制的に休暇となるが、試験で良い成績を取った部員は根性が上がる。
3月第4週までに霞ヶ浦高校女子野球部を日本一のチームにする事が出来ないと、谷川顧問が退院して監督に復帰し、主人公は解任されてバッドエンドとなる。

#### パラメータ
投力
球を投げる力。ピッチングに影響する。
打力
球を打つ力。バッティングに影響する。
敏捷性
走る速さ。盗塁成功率などに影響する。
根性
試合において守備と打撃に関わるポイント。
選球力
球を見極める力。バッティングに影響する。
制球力
球をコントロールする力。ピッチングに影響する。
疲労度
疲労の度合い。練習や試合を行うと増える。数値が高いと練習が失敗したり、怪我や病気になりやすくなる。
状態
健康・病気・怪我の3種類がある。病気になると練習や試合で精彩を欠き、怪我をするとドクターストップが掛かり練習にも試合にも参加出来なくなる。
好感度
画面上では確認する事が出来ない隠しパラメータ。職員室での対話や、週末休暇イベントでの選択肢によって数値が変動する。部員同士の相性にも影響を及ぼされ、仲が良い部員は一方の好感度が高いと、もう一人の好感度の上昇値が上がり、仲が悪い部員は一方の好感度が上がると、もう一人の好感度の上昇値が下がる。部員は好感度に応じて、ゲーム開始時に設定した主人公の名前の呼び方や、立ち絵が変化していく。最も好感度が高い部員は、自ら職員室に現れ、手作り弁当やバレンタインチョコを持って来てくれる事がある。また、一定以上の数値があるとエンディング後にエピローグが加わり、部員達のその後の姿を見る事が出来る。

#### 練習
一週間単位でそれぞれの部員に練習メニューを指示し、実行させるとパラメータが変化する。レベルの高い練習メニューには人数制限があり、大人数で同じ練習を行わせる事は出来ない。練習には成否があり、成功するとパラメータが上昇し、失敗すると疲労度のみが蓄積される。
指導にはAP（アクションポイント）という数値が存在し、APを多く振り分けた部員ほど指導に熱が入り、練習の効果が大きくなる。ただし疲労度も高くなってしまうので、病気や怪我を招きやすくなる。APは一週間が終わると自動的に加算され、週末の過ごし方によって次週の総量が変わる。公式試合・練習試合で勝利していればAPは多く増え、敗北や休暇を過ごしていると微増にとどまる。
練習メニューには以下のものがある。
投球練習
投力・制球力を強化する練習。チームのランクが上がると、更に打力・選球力も同時に強化出来る「遠投」「投込み」「的当て」といったレベルの高いメニューが追加される。魔球を習得するには、レベルの高い投球練習メニューを行い続ける必要があるが、習得出来る部員は先着一人のみ。
魔球は野々原、滝沢、河合、牧野・浅井・モコ・木村の順に覚えやすい。他の部員は習得不可。
打撃練習
打力・選球力を強化する練習。チームのランクが上がると、更に敏捷性も同時に強化出来る「素振り」「打込み」といったレベルの高いメニューが追加される。秘打を習得するには、レベルの高い打撃練習メニューを行い続ける必要があるが、習得出来る部員は先着一人のみ。
秘打は須永、野々原、中山、牧野・滝沢、林の順に覚えやすい。他の部員は習得不可。
守備練習
敏捷性・根性を強化する練習。チームのランクが上がると、更に投力・制球力も同時に強化出来る「ノック」「ダッシュ」といったレベルの高いメニューが追加される。
休み
練習を休ませる。疲労度が減少する。
練習を終えた後、たまに部員の一人が主導して独自の特訓を追加で行う事がある。
ピッチング練習
野々原か林が行う特訓。全部員の投力・制球力が上がる。ただし、林が行った場合は更に全部員の根性が下がる。
弁当の差し入れ
牧野が行う。スタミナ弁当を差し入れて、全部員の疲労度が下がる。
走りのチームになる!
滝沢が行う特訓。走り込みによって全部員の敏捷性が上がる。
何でもかんでも捕れ〜るリップスティック
浅井の発明品。瞼に塗ると全部員の敏捷性が上がる。
快楽快眠、極楽打撃ベルト
浅井の発明品。身に付けると全部員の打力が上がる。
世界最小最重量!まったりまろやか柿の種
浅井の発明品。握り潰すと全部員の根性が上がる。
一撃必殺、殺人ボール養成バット
浅井の発明品。素振りをすると全部員の投力が上がる。
泣く子もニッコリ、ペッタンしっぷ
浅井の発明品。背中に貼ると全部員の制球力が上がる。
見定めごめん!はたきのリボン
浅井の発明品。ピンクのリボンを家のはたきに付けると、全部員の選球力が上がる。
強力打撃軟膏、チョー打てそうな感じ
浅井の発明品。身体の痒い所に塗ると打力が上がると思われていたが、火薬を調合したのが悪かったらしく失敗に終わる。
MAXパワー、すし食いねぇ
浅井の今世紀最強の発明品。2550個の寿司を完食すれば全能力が255まで上がると思われていたが、誰も食べ切れずに失敗に終わる。
美貌を磨く!エアロビクス特訓
中山が行う特訓。全部員の美貌が上がる。
目指せアイドル!発声練習
モコが行う特訓。全部員の歌唱力が上がる。
精神修養、滝壺にて座禅
須永が行う特訓。小一時間ほど滝に打たれて身も心も清め、全部員の打力・根性が上がる。
臨時監督
木村が行う。全部員の全能力が上がる。
妹の子守り
河合が行う。見学に来た妹の千弘の子守りをさせて、全部員の母性本能が上がる。画面上では表示されないが、好感度が上昇している。

#### 試合
職員室から電話で他校に対戦を申し込み、スケジュールに予定を組み込む事で試合を行える
。試合には練習試合・公式試合の2種類がある。
練習試合は、永遠のライバル校である近所の浦安女子高校と対戦するが、このチームは常に霞ヶ浦高校より1ランク上の能力に設定されており、公式試合で次に対戦する相手チームの実力を知る事が出来る。ただし、浦安女子高校は魔球・秘打を使わないので、必ずしも公式試合で対戦する相手と同程度の実力とは限らない。
公式試合は各地方の代表校によるランキング形式になっていて1位から8位まであり、順位は選択したキャプテンによって異なる。霞ヶ浦高校より上位のチームには、いつでも何度でも試合を申し込めるが、ランク1位のチームだけは霞ヶ浦高校のランクが2位になっていないと対戦を断ってくる。
試合当日になると、初めに部員のポジション・打順を設定する。オーダーによっては部員の能力に変動が起き、投手が野々原で捕手が牧野だと野々原の投力・制球力が上がり、林の打順が滝沢の後ろだと林の打力・選球力が上がり、河合の打順が中山の前だと河合の打力・敏捷性が上がる、といったものがある。オーダーを決定すると、次に試合を観る・観ないの選択をする。観る場合はプレイヤーがコマンドを選択して投手・打者・走者に指示を出して試合を進めていく。試合を観ない場合は部員のパラメータを元に自動で試合が行われ、スコアボードに得点経過のみが次々に表示され、10秒足らずで勝敗が判明する。
プレイヤーが試合中に選択するコマンドには以下のものがある。
普通球
守備時に使用。投手にオーソドックスな球を投げさせる。
速球
守備時に使用。投手に全力投球させる。
変化球
守備時に使用。投手に外角へ曲がる変化球を投げさせる。
遅球
守備時に使用。投手に根性を消費しない球を投げさせるが、球威は絶望的。
交代
守備時に使用。ポジションの変更や、出場している選手を控えの部員と交代させる。実際のルールと異なり、ベンチに退いた選手をもう一度出場させる事が出来る。
魔球
守備時に使用。投手が魔球を習得している場合のみ出現。根性を大量に消費するが、相手が秘打を使用した時以外は必ず空振りを取る。
励ます
守備時に使用。捕手と内野手がマウンドに駆け寄って投手を励まし、根性を回復させる。使用可能回数は1試合につき5回のみ。
指示無し
攻撃時に使用。打者の判断に任せる。
入魂
攻撃時に使用。気合いを入れて、通常よりも安打や長打が出やすくなる。
バント
攻撃時に使用。バント体勢に入らせる。須永はバントすると敏捷性が上がる特性能力がある。
代打
攻撃時に使用。控えの部員を打席に送る。実際のルールと異なり、代打に起用された選手は次の回になると再びベンチに戻り、代打を送られてベンチに退いた部員が守備に着く。
秘打
攻撃時に使用。打者が秘打を習得している場合のみ出現。根性を大量に消費するが、相手が魔球を使用した時以外は必ず本塁打を打つ。
盗塁
攻撃時に使用。出塁している走者を盗塁させる。滝沢は盗塁すると敏捷性が上がる特性能力がある。
試合放棄
守備時にも攻撃時にも使用。試合を放棄し、自ら負ける。
試合中、「自然回復」というイベントが発生する事がある。守備時は、投手の根性が半減している状態で相手打者から3人以上連続で三振を奪うと、投手が自らを鼓舞して根性が全回復する。攻撃時は、打者が2打席連続でホームランを打っていると、3打席目に自らを鼓舞して根性が全回復する。
試合のルールは実際のルールと異なり7回で終了し、同点の場合は9回まで延長戦を行い、それでも同点ならば引き分けになる。後攻が終了した時点で10点以上点差が開いているとコールドゲームになり、その試合はゲームセットとなる。
公式試合に勝利すると霞ヶ浦高校のランクが1つ上がり、新たな練習メニューが追加されるほか、キャプテンに選んだ部員のストーリーが進行する。霞ヶ浦高校がランク1位になると、翌週にインターナショナルチームが来日して対戦する事になり、この試合が終了するとエンディングを迎える。

#### 休暇
スケジュールの週末を休暇に設定していると、街中で部員と出会う事があり、会話イベントが発生する。ここで登場する部員は、その時点で好感度が高い上位4人に限られる。会話内容は好感度によって変化し、「教師と生徒の関係」「気になる年上の男性」「ラブラブ状態」の3段階がある。
特に好感度が高い部員とは、春に花見、夏に海、秋に美術館・遊園地・紅葉狩り、冬に雪山・映画・喫茶店へ行くイベントが発生する。8月第3週には夏祭り、1月第1週には初詣があり、最も好感度の高い部員が現れて交流するが、部員の好感度が低いとイベント自体が発生しなくなる。

### 登場人物

#### 霞ヶ浦高校女子野球部
野々原千晶（ののはら ちあき）
声 - 國府田マリ子
8月15日生まれ。血液型A型。身長160cm、体重49kg、3サイズはB86、W56、H87。
明るく元気な野球大好き少女。1年A組。趣味は野球、水泳、絵を描く事。霞ヶ浦高校入学と同時に女子野球部を発足させた。非常にエネルギッシュな楽天家で、全ての物事は野球に通じると考えており、野球に携わる者は敵味方を問わず仲間だと思っている。野球をする為なら恥や外聞は一切気にしない。野球中心の高校生活をしている為、スポーツは全般的に得意だが勉学は苦手で、体育と美術以外の成績が赤点ギリギリ。3歳の時に母親から野球の楽しさと妖精の存在を教わった。母親は10年以上前に蒸発しており、父・角次と2歳年下の弟・君行の面倒を見るべく、部活動の傍ら家事全般をこなしている。
背番号1。デフォルトのポジションはピッチャー。打順は4番。左投左打。紅蓮の炎に包まれた魔球「千式紅炎球」と、炎に包まれたような輝きを放つ秘打「千式紅炎打」を習得する。高校生離れした剛速球を投げ、基本的に全ての能力値が高い。漫画版では最初から魔球を習得しており、ラジオドラマや小説版ではフォークボールが決め球となっている。
『熱血乙女青春記』ではキャプテンで2年A組。誕生日を迎えると身長が161cmに成長する。デフォルトの打順は5番。最初から魔球「千式紅炎球」を習得しており、牧野と二人で秘密の特訓をして秘打「千式紅炎打」を覚える。投球力・制球力・体力・根性が高い、ピッチャー向きの能力。判断力は若干低い。キャラBGMは「熱血乙女恋愛記!」。小説版の伊豆での合宿で行われた神崎工業との試合では5番ライトで出場し、6回から3番手として登板。杉並商業高校の助っ人として出向いた清蘭女学園との試合では3番サードで出場した。卒業後の進路は2パターンあり、野球部の監督に就任するものと、女子プロ野球チーム・霞ヶ浦プリティーズのエースとして活躍するものがある。
『Lovely Star』では前作に引き続き霞ヶ浦高校女子野球部の2年生キャプテンでエースピッチャー。投手を要とした打たせない野球を行うチームと紹介される。シナリオには横浜岬学園生徒会チームの助っ人として登場。ストレートの「千式紅炎球」、カーブの「千式紅炎球三日月」、スライダーの「千式紅炎球飛燕」、スクリューの「千式紅炎球嵐」、「千式紅炎球火竜」など多彩な魔球を投じ、横浜岬学園女子野球部の前に立ちはだかる。女子野球部チームの助っ人として登場した場合は7番サードで試合に出場し、7回途中から2番手として登板する。キャラBGMは「乙女は気合と度胸と愛嬌?」。
牧野泉（まきの いずみ）
声 - 白鳥由里
3月12日生まれ。血液型O型。身長156cm、体重48kg、3サイズはB89、W58、H88。
野々原とは小学校時代からの親友で、中学校時代からのバッテリー。1年B組。優しく聡明で礼儀正しい、母性的な美少女。冷静だが決断力が鈍く、優柔不断で自己主張に欠ける。趣味は野球、料理、文通。中学でも野々原と共に女子野球部を設立したが、部員が本人達を含めて5人しか集まらず、試合が出来なかった。料理は下手の横好きだが、木村の指導により最近は上達の兆しを見せている。文通相手は全国に100人程度いる。オバケや幽霊を苦手としているほか、大きな胸にコンプレックスがある。開発者インタビューにて、一番人気があるキャラクターと語られた。
背番号2。デフォルトのポジションはキャッチャー。打順は3番。右投右打。氷に包まれたような錯覚を与える魔球「牧野式氷魔球」と、氷に包まれたような輝きを放つ華麗な秘打「牧野式氷秘打」を習得する。打力・選球力が高い。CDドラマによれば内野手向きだが、野々原の練習相手になる為にキャッチャーに志願した。4日間の特訓を経て、野々原の速球を捕れるようになる。
『熱血乙女青春記』では2年B組。誕生日を迎えると身長が157cmに、バストが90cmに成長する。デフォルトの打順は2番。野々原を見習った投球練習をして魔球「アクアレインボー」を、須永を見習った打撃練習をして秘打「アクアエクスプロージョン」を習得する。キャッチャーとして試合に出場すると、誰とバッテリーを組んでもお互いの能力を上げられ、特に野々原や工藤との相性が良い。チームで最も捕球力が高く、判断力にも優れるが、河合に次いで肩が弱く、走力は最も低い。打撃力・選球力が高く、強打者に育つ。キャラBGMは「純情乙女恋愛記!」。小説版の合宿で行われた神崎工業との試合では6番打者。卒業後の進路は2パターンあり、小学校の教師になるものと、専業主婦になるものがある。
『Lovely Star』では胸の大きい女子生徒を見た野々原の反応で、名前のみ登場。
滝沢馨（たきざわ かおる）
声 - 松本梨香
5月8日生まれ。血液型O型。身長168cm、体重52kg、3サイズはB83、W59、H84。
少々自己中心的で自信過剰な、霞ヶ浦きっての暴れん坊。1年E組。根はサッパリとした性格で、誰よりも仲間を思う気持ちが強い姉御肌の人物。一人称は「オレ」。趣味は読書で、探偵小説やハードボイルドを好む。元陸上部。中学校時代にも地元の北海道で女子野球部に所属していたが、ある事情によって野球から離れてしまった暗い過去を持つ。野々原の熱心な勧誘に折れて女子野球部に入部した。部員の中では野々原・牧野・林と仲が良いが、中山とは犬猿の仲。高い所が苦手。
背番号3。デフォルトのポジションはサード。打順は1番。右投右打。凄まじい雷光を発する魔球「スペシャル・サンダーボルト・ピッチング」と、青白い雷光を発する豪快な秘打「スペシャル・サンダーボルト・ヒッティング」を習得する。制球力は低い。野手としては走攻守の三拍子が揃った万能選手。CDドラマで行われたギャラ女名古屋校との試合では3番手として登板した。漫画版では最初から魔球を習得しており、阿寒岳高校との試合では7番打者として満塁ホームランを放った。
『熱血乙女青春記』では2年E組。背番号5。日頃の特訓の成果として魔球「剛球紫電」と秘打「剛打紫電」を習得する。チームで最も走力が高く、最初から秘走を習得している。投球力・打撃力・体力・根性も高いオールマイティな選手 だが、判断力は千堂に次いで低い。キャラBGMは「根性乙女恋愛記!」。卒業後の進路は2パターンあり、超一流の陸上コーチとして世界各国から引っ張りだこになるものと、大学のスポーツ推薦を断り花嫁専門学校に進学するものがある。
『Lovely Star』では早乙女静流を見た野々原の反応で、名前のみ登場。
浅井真弓（あさい まゆみ）
声 - 冬馬由美
12月20日生まれ。血液型B型。身長157cm、体重46kg、3サイズはB83、W58、H83。
学校に専用の研究室を持ち、いくつかの発明品を生み出す天才少女。1年A組。頭脳明晰で学業成績は常にトップ。趣味は発明、パソコン通信。将来の夢はスペースコロニーを造って地球征服する事。自分の発明やデータが実社会で役立つか確かめる為に女子野球部に入部した。研究の為なら周囲への迷惑も顧みない、徹底的にマイペースな超個性派。自作のマザーコンピューターに「ナカマチ」、愛機のサブコンに「トーマス」と名付けている。特許取得数は637。ラジオドラマでは「教授」というあだ名で呼ばれる事がある。
背番号4。デフォルトのポジションはセカンド。打順は6番。右投右打。全てを吸い込んでしまいそうな暗闇を発生させる魔球「ブラックマジックγバージョン」を習得する。企画段階では「反重力ホワイトホール」という秘打を習得する予定だったが、本編には採用されなかった。常にクールな頭脳派で、データを駆使した守備を得意とする。能力値はそれほど高くない。ラジオドラマによれば、部員のポジションと打順は野々原が浅井に相談して決めた。漫画版で行われた阿寒岳高校との試合では守備や打席に立つ描写が無く、ベンチに座っている。
『熱血乙女青春記』では2年A組。誕生日を迎えると身長が158cmに成長する。デフォルトの打順は8番。野々原のデータを元に特訓し魔球「超伝導光速タキオン魔球」を、須永のデータを元に特訓し秘打「超伝導斤力アトミック打法」を習得する。チームで最も高い判断力を持っているが、体力が最も低い。大会では試合前に相手チームの情報を教えてくれる。キャラBGMは「発明乙女恋愛記!」。小説版の合宿で行われた神崎工業との試合ではスタメンを外れるも、6回に8番林への代打で途中出場し、そのまま守備にも着いた。卒業後の進路は2パターンあり、製薬会社の研究所に勤めて実験三昧の日々を送るものと、大学に進学して物理学と機械工学の兼任教授になるものがある。
『Lovely Star』では名前のみ登場。岬学園女子野球部の勧誘活動を手伝う野々原に「ヤッバ～!急いで女子野球部に入部しなきゃ～!って気になる濃縮粉末薬」を授ける。
中山玲子（なかやま れいこ）
声 - 氷上恭子
6月19日生まれ。血液型B型。身長163cm、体重49kg、3サイズはB87、W55、H86。
強烈なプライドと自信を持つ、中山財閥のスーパーお嬢様。1年C組。趣味は晩餐会、テニス、乗馬、ヴァイオリン、ゴルフ等。父・新太郎は霞ヶ浦高校の理事長で、母・珠緒は世界的に有名な画家。元テニス部のエースで運動神経が良く、腕前は超一流。野々原に「美容にいいから」とそそのかされて女子野球部に入部した。負けず嫌いな努力家で、自分が一番である事を周囲に認めさせたがるが、プライドがあるのであからさまなアピールは出来ず、遠回しな方法になる。部員の中では須永と仲が良いが、滝沢とは犬猿の仲。
背番号8。デフォルトのポジションはレフト。打順は5番。右投右打。舞う蝶のように華麗な燐光を放つ秘打「玲子・光蝶の舞」を習得する。企画段階では「中山流ゴージャスシャイニングボール」という魔球を習得する予定だったが、本編には採用されなかった。打力・敏捷性・根性が高く、チームの主力になれる器。
『熱血乙女青春記』では2年C組。誕生日を迎えると身長が164cmに成長する。背番号7。デフォルトの打順は3番。実力で魔球「ゴージャス・シャイニング・ボール」と秘打「ゴージャス・シャイニング・ヒッティング」を習得する。打撃力・走力・体力・根性を中心に満遍なく能力が成長するが、判断力は低い。肩が若干弱いが、練習ですぐに魔送球を覚える。キャプテンに選ばれなかった事に不満があり、愚痴をこぼしている。キャラBGMは「強情乙女恋愛記!」。小説版の合宿で行われた神崎工業との試合では4番打者として起用されたが、気負いすぎて凡退した。卒業後は大学に進学し、中山グループのCEOとなる。
『Lovely Star』には漫画版のみ登場。横浜岬学園から練習試合の申し込みを受け、野々原に取り次ぐ。
長島茂子（ながしま しげこ）
声 - 秋山久美
7月1日生まれ。血液型AB型。身長152cm、体重43kg、3サイズはB78、W57、H80。
野球で話題を呼びデビューを果たそうと目論むアイドル志望少女。1年A組。趣味はカラオケ、コンサート回り。好奇心旺盛で調子に乗りやすく、元気でワガママなトラブルメーカー。自分の名前が嫌いで「モコ」と呼ばせている。好物はケーキで、特に洋菓子店「ジャポねー図」のシフォンケーキがお気に入り。一番仲が良い部員は河合。
背番号12。デフォルトのポジションはライト。打順は9番。右投右打。金色の光を放つ魔球「トゥインクル・ボール」を習得する。能力値は全キャラクターの中で最低ランク。
『熱血乙女青春記』では芸能人が通う学校に転校したと語られ、登場しない。小説版では霞ヶ浦高校と杉並商業高校の練習試合を観戦しに来ている。
『Lovely Star』では横浜岬学園の芸能科2年生として登場。岬学園にも女子野球部があると知り入部への意欲を見せるが、人気アイドルの自分が女子野球部に入部すると他の部に不公平だと考え直し、諦める。特定のシナリオでは7人目の女子野球部員として強制入部させられ、9番ライトで試合に出場する。キャラBGMは「3作目の夏～ラストチャンス～」。
須永知美（すなが ともみ）
声 - 米本千珠
2月11日生まれ。血液型A型。身長165cm、体重51kg、3サイズはB85、W54、H86。
驚異的な動体視力と強靭なリストを持つ、剣道に命をかける大和撫子。1年D組。祖父・陣八郎が営む剣道場「須永流二天一刀流道場」で修行を重ね、中学時代の全国剣道大会で優勝経験がある。語尾に「ござる」、人の名前に「殿」を付けて喋り、常に真剣を帯刀している古風な人物。武士道に則った生真面目な性格で、普段は冷静で落ち着いているが、不得意分野を前にすると打って変わってたじろぐ。強打者としての資質を見込んだ野々原との勝負に破れて女子野球部に入部した。部員の中では中山・浅井と仲が良い。趣味は剣道、書道、陶芸。考え方の違いから両親や中学生モデルの妹・美稚代とは別居中。
背番号7。デフォルトのポジションはセンター。打順は2番。漫画版では4番打者。左投左打。本来は右利きだが、居合術の要領でバットを振る為、左打席に立つ。岩をも穿つ水滴の静けさと凄烈を秘めた秘打「水斬の太刀」を習得する。企画段階では「須永流手裏剣投法」という魔球を習得する予定だったが、本編には採用されなかった。打撃のスペシャリストだが、他の能力はいまいち。ラジオドラマで行われた浦安女子高校との1度目の練習試合では、霞ヶ浦高校の選手がまだ8人しか居なかった為、レフトを守った。
『熱血乙女青春記』では2年D組。誕生日を迎えると身長が166cmに、バストが86cmに成長する。背番号8。デフォルトの打順は4番。右利きの設定を反映し、右投左打に変更された。剣士の嗜みとして手裏剣の練習中に魔球「須永流飛刀術」を覚え、秘打「水斬の太刀」を最初から習得している。打撃力・選球力が非常に良く伸びるが、守備はあまり上手くない。キャラBGMは「修行乙女恋愛記!」。卒業後は引退した祖父の後を継ぎ、剣道場の師範になる。
木村由佳（きむら ゆか）
声 - 小森まなみ
10月21日生まれ。血液型A型。身長157cm、体重48kg、3サイズはB83、W59、H85。
生まれも育ちも東京なのに関西弁を喋る、無類の阪神タイガースファン。1年B組。趣味はプロ野球観戦、白昼夢に浸る事。体を動かすのは得意な方ではないが、野球に関する知識だけなら野々原や牧野をも上回る。明るく友好的で、人見知りせず誰とでも仲良くなれるが、ちゃっかりした性格。人の言葉を信じやすい。好奇心が旺盛で、時と場合によっては邪魔な人間になりがち。女子野球部が創設されると同時に、監督になりたくて入部した。部員の中では浅井・モコ・中山とよく話す。
背番号5。デフォルトのポジションはファースト。打順は7番。右投右打。竜巻を発生させる魔球「六甲おろし風の陣」を習得する。企画段階では「大回転・海老反り・ハイジャンプ・分身・見えないスイング」という秘打を習得する予定だったが、本編には採用されなかった。能力値は低めで、平凡。
『熱血乙女青春記』では2年B組。誕生日を迎えると身長が158cmに、バストが84cmに、ヒップが86cmに成長する。背番号3。野々原の真似をしながら努力して「千式紅炎球のような魔球」を、須永の真似をしながら努力して「水斬の太刀のような秘打」を習得する。欠点は少ないが、高い能力も判断力くらいしかない。キャラBGMは「活発乙女恋愛記!」。卒業後の進路は2パターンあり、兄・大一郎が起業した株式会社たこ焼きを手伝うものと、お好み焼き屋「お好み由佳ちゃん」を開いて究極の味覚と商売根性を生かし大繁盛するものがある。
林恭子（はやし きょうこ）
声 - 瀧本富士子
9月10日生まれ。血液型A型。身長159cm、体重47kg、3サイズはB81、W57、H81。
滝沢を尊敬し慕っている、元ソフトボール部のキャプテンで4番打者でエースピッチャー。1年E組。小中学校時代からソフトボールをやっており、全てのポジションを守った経験がある。滝沢に誘われて女子野球部に入部した。ボーイッシュな容姿に反して、おとなしく控えめな性格。幼少時代のトラウマから男性に苦手意識を持っている。両親は浅草で蕎麦屋「松月庵」を営んでおり、出前を手伝っている。趣味はアクション映画鑑賞とパンフレット収集。従姉妹の柴田からは「恭ちゃん」「恭」などと呼ばれる。
背番号10。デフォルトは補欠のリリーフピッチャー。右投右打。空気の渦を生じさせあらゆるものを弾き飛ばす「秘打・タイフーン」を習得する。投手としての能力だけでなく、打力などもそこそこあり、地味ながら頼りになる。OPアニメーションでの投球フォームはアンダースロー。ラジオドラマで行われた浦安女子高校との1度目の練習試合では5番ショートで出場。2度目の練習試合でもショートを守り、右側の守備陣に指示や助言を出した。3度目の練習試合では河合の入部によって全てのポジションが埋まった為、霞校長と共に校舎から試合を観戦した。漫画版で行われた阿寒岳高校との試合では野手として出場。
『熱血乙女青春記』では2年E組。誕生日を迎えると身長が160cmに、ヒップが82cmに成長する。デフォルトのポジションはライト。打順は6番。滝沢に毎日練習に付き合ってもらって魔球「トルネード・ショット」と秘打「トルネード・スイング」を習得する。ピッチャーに適した能力が伸びやすく、特に制球力はチームで一番だが、体力の成長は若干遅い。走力もそこそこあり、何をやらせてもそつなくこなせる。キャラBGMは「純粋乙女恋愛記!」。小説版によれば、投げる球は決して速くはないが、並外れた配球と制球力が持ち味。滝沢に代わってサードを守る描写があるほか、合宿で行われた神崎工業との試合では3回途中から2番手として登板した。卒業後の進路は2パターンあり、映画評論家として人気を博すものと、女優としてデビューしドラマにバラエティーにニュースの司会と幅広い活躍を見せるものがある。
河合弘子（かわい ひろこ）
声 - 永島由子
1月3日生まれ。血液型O型。身長148cm、体重38kg、3サイズはB75、W48、H74。
元卓球少女でチームのマスコット的存在。1年C組。自立心が弱く、甘えんぼ。引っ込み思案で物怖じする性格の為、堂々とした態度の中山に憧れている。物事をよく考えず、本能で行動する事が多い。小柄だが優れた動体視力と機敏な動きを誇り、中学時代に卓球の大会で全国1位になった実力を持つ。敏捷性を見込んだ野々原の勧誘を受けて女子野球部に入部した。部員の中ではモコと仲が良い。実家は床屋で、ピングとポングという名のネコを2匹飼っている。趣味は卓球、300ピース程度のジグソーパズル、飼い猫と遊ぶ事、年の離れた妹・千弘の世話。チョコレートが大好物。
背番号6。デフォルトのポジションはショート。打順は8番。右投右打。押し寄せる波頭を思わせる魔球「サブマリンシンカー」を習得する。河合自身は魔球に「うさチャンぼんばー」と名付けたが、滝沢に反対され、改めて木村に命名してもらった。守備のスペシャリストだが、敏捷性以外の能力が低い。CDドラマで行われたギャラ女名古屋校との試合では2番手として登板した。漫画版では6番打者。
『熱血乙女青春記』では2年C組。デフォルトの打順は9番。気が付いたらいつの間にか魔球「猫ちゃんマタタビボール」と秘打「猫じゃらし打法」を習得する。選球力・捕球力・走力がトップクラスに高く、抜群の能力を持つ。反面、投球力・打撃力・体力・根性が低い。キャラBGMは「半熟乙女恋愛記!」。卒業後の進路は2パターンあり、美容師を目指して専門学校に進学するものと、保育の専門学校に進学して区立保育園の保育士になるものがある。
工藤美奈子（くどう みなこ）
声 - 大本眞基子
11月18日生まれ。血液型O型。身長188cm、体重107kg、3サイズはB145、W86、H122。
助っ人その1。7月以降にチームの順位が低いと現れる。男勝りの体格をしているものの、他人から頼まれ事をされると断りきれない気弱な性格。いつも一生懸命な女子野球部に憧れて入部する。母・春玖から直々に日本舞踊を習っており、流派の関係で華道や茶道の稽古も受けなければならず、多忙なので部活動は日曜日にしか参加出来ない。
背番号21。左投左打。秘打「マグニチュード打法」を最初から習得している。根性が若干低いが、打力は非常に優れている。試合に出場するのは不定期だが、チームに怪我人が発生すると必ず現れる。
『熱血乙女青春記』では2年D組。背番号9。4月17日になると入部し、以降は常時練習や試合に参加出来る。主人公の指示通りに練習して魔球「水鳥の舞」と秘打「白鷺の舞」を習得する。打撃力の伸びが凄まじい上、チーム最高の体力と強肩を有するが、守備は下手。制球力・選球力・根性は最低クラス。キャラBGMは「甲冑乙女恋愛記!」。卒業後の進路は2パターンあり、作家となって記事の連載やドラマ出演などマルチな活躍をするものと、日本舞踊の師範代に就任してフランス芸術祭で入賞を果たすものがある。
柴田はつみ（しばた はつみ）
声 - 桑島法子
4月6日生まれ。血液型A型。身長164cm、体重51kg、3サイズはB90、W58、H89。
助っ人その2。10月以降にチームの順位が低いと現れる。派手な面とクールな面を使い分ける、自称「夜の女王」。林の従姉妹で、林の頼みを聞いて幽霊部員として入部する。部員達の能力に対してライバル意識はあるが、プライドの高さと総合力では勝っているという自負心があるので、面と向かって競ったりはしない。趣味はバレーボール、マリンスポーツ、スノーボード。林からは「はっちゃん」と呼ばれる。一人で尖っている理由などが解るシナリオが用意されていたが、制作上の都合により没となった。
背番号22。左投左打。魔球「分身魔球」を最初から習得している。投打に渡って能力が高く、特に守備や敏捷性に優れており、バントや盗塁を確実にこなせる万能キャラ。練習には参加せず、気まぐれなので試合に出場するのも不定期。おまけシナリオでのデフォルトのポジションはセカンド。打順は6番。
『熱血乙女青春記』には登場せず。
工藤美奈子・裏（くどう みなこ・うら）
身長154cm、体重43kg、3サイズはB82、W52、H80。
工藤の本当の姿。ある条件を満たした場合、おまけシナリオに登場する。デフォルトのポジションはピッチャー。打順は4番。魔球も秘打も覚えないが、全ての能力値がMAX以上に達している。
『熱血乙女青春記』でも自由行動の際に工藤と何度か出会って会話した後、更に会話の回数を重ねるか、特定の期間にある場所へ行くと登場する。前者の現れ方をした場合は、工藤とのエンディングを迎える事は出来ない。

#### 浦安女子高校
練習試合の相手となる近所の高校。投球と守備に重点を置いた、点を取らせない野球を行うチーム。打順は霞ヶ浦高校のランクによって変動する。監督は霞校長の高校時代のチームメイトであり、当時のポジションは一塁ベースコーチ。ラジオドラマによれば、霞ヶ浦高校と浦安女子高校は関東地方代表の座を懸けて争うライバル関係にある。『熱血乙女青春記』にも登場し、キャプテンの増田のみ続投した。
増田ミキ（ますだ ミキ）
声 - 高橋千晶（『熱血乙女青春記』のみ）
浦安女子高校野球部のキャプテン。礼儀正しい性格。部員からは「ミッキー」と呼ばれている。ポジションはサード。ラジオドラマでの打順は3番。霞ヶ浦高校との3度目の練習試合ではピッチャーとして登板し、9回1死まで無失点に抑えるが、9番モコに逆転満塁サヨナラホームランを打たれて敗れた。
『熱血乙女青春記』ではピッチャー。9番打者。右投右打。
白雪（しらゆき）
ポジションはピッチャー。右投。
桧（ひのき）
ラジオドラマで行われた1度目の練習試合では、遠征で不在の鳴門に代わってキャッチャーを務めた。
鳴門タクミ（なると タクミ）
ポジションはキャッチャー。ラジオドラマでの打順は1番。2度目の練習試合から登場した。サード強襲ヒットを放つ強打者だが、鈍足。
熊野（くまの）
ラジオドラマでの打順は2番。霞ヶ浦高校のファースト・セカンド・ライトの守備の弱さを狙い、セカンド後方へのポテンヒットを放つ。阿寒岳高校の熊野とは別人。
獅子王（ししおう）
ラジオドラマでの打順は4番。セカンド強襲ヒットで出塁。
荒神（あらがみ）
ラジオドラマでの打順は5番。レフト前に打球を運ぶも、中山の好守備により凡退。
子鹿（こじか）
ラジオドラマでの打順は8番。3番増田のセンターフライで三塁からタッチアップを狙うも、須永に刺される。

#### 阿寒岳高校
北海道代表。野性味溢れる狂暴なチーム。弱い高校は野球をする資格が無いという極端な考え方を持つ。部員の多くは阿寒岳中学出身で構成されている。初回からパワフルに押していくタイプ。『熱血乙女青春記』ではトーナメント表に校名が書かれているが、試合の描写は無く、部員も登場しない。
鷹村このみ（たかむら このみ）
声 - 桂川千絵
10月9日生まれ。血液型O型。身長145cm、体重38kg、3サイズはB77、W55、H77。
阿寒岳高校女子野球部のキャプテンでエースピッチャー。のらりくらりとポイントを外す捉えどころのない投球で相手打者を翻弄し、いつの間にか抑え込む巧みな投手。背番号1。左投左打。魔球は「まりもボール」。9番打者。滝沢の中学校時代のチームメイト。
熊野愛子（くまの あいこ）
声 - 吉田愛理
5月27日生まれ。血液型AB型。身長205cm、体重125kg、3サイズはB138、W98、H128。
4番打者。一刀彫りの巨大バットでホームランの山を築く。弱者に情け容赦のない性格。趣味はクマとの格闘。漫画版での本人の発言によると男性経験は無い。左打。秘打は「豪打・大雪山」。ポジションはキャッチャー。滝沢の中学校時代のチームメイト。

#### 十和田農業高校
東北地方代表。日々の農業で鍛えた強靭な足腰と粘り強さが売り。打たせて取り、当てて走る堅実な野球をするチーム。雨の日に驚異的な力を発揮する。
山田敏子（やまだ としこ）
声 - 前田千亜紀
9月11日生まれ。血液型O型。身長161cm、体重48kg、3サイズはB84、W58、H83。
十和田農業高校女子野球部のキャプテンで5番打者。真面目なしっかり者。背番号2。右打。魔球や秘打は無いが、ミート打法でヒットを量産する。ポジションはサード。一部のテキストではキャッチャーと誤記されている。
稲村早苗（いなむら さなえ）
声 - 桑島法子
7月21日生まれ。血液型A型。身長154cm、体重42kg、3サイズはB79、W56、H80。
ポジションはピッチャー。味方の守備を信じた打たせて取る投法をする。背番号1。右投右打。頼りない性格だが魔球「紅玉シュート」を放つ。3番打者。
畑中佳子（はたなか よしこ）
声 - 大本眞基子
11月21日生まれ。血液型O型。身長170cm、体重88kg、3サイズはB138、W106、H130。
4番打者。気は優しくて力持ちで、切り札は最後の最後まで取っておくタイプ。左打。秘打は「乙女の俵打ち」。ポジションはキャッチャー。

#### 尾張西高校
中部地方代表。全教室にコンピュータが設置された超近代高校。ネットを駆使して情報収集し完璧な作戦を立てる、データ重視の管理野球を信条とするチーム。守備が堅く、落ち着いている。
常盤聡美（ときわ さとみ）
声 - 宮川美保
9月25日生まれ。血液型B型。身長156cm、体重45kg、3サイズはB81、W59、H83。
尾張西高校女子野球部のキャプテンで4番打者。新しく出来たばかりのチームを偽の情報で操って潰すのが趣味。左打。秘打はデータに基づき次に投げる球を予測して打つ「リサーチド・ポイント・ヒット」。ポジションはファースト。
永野博子（ながの ひろこ）
声 - 桑島法子
7月21日生まれ。血液型A型。身長161cm、体重46kg、3サイズはB85、W60、H86。
ポジションはピッチャー。速球主体だが、試合の流れに合わせたペース配分を考えた投球を仕掛ける。左投左打。2ストライクに追い込むと魔球「しゃちほこ投法」を使う。5番打者。

#### 芦屋プリシラ学園高校
近畿地方代表。豪華絢爛なお嬢様学校。シャネルのユニフォーム、プラダのグローブ、ヴィトンのバットで身を固め、美しく華麗に勝とうとする派手好きなチーム。応援団は宝塚風。自分達が一番という排他的な感情があるので、結束は固い。
天王寺蘭子（てんのうじ らんこ）
声 - 赤見幸重
10月31日生まれ。血液型B型。身長169cm、体重55kg、3サイズはB88、W62、H88。
芦屋プリシラ学園高校女子野球部のキャプテンでサード。右打。魔球や秘打は無いが、守備が堅い。好守で美しさの演出を目指す。5番打者。中山の昔からのライバル。
伊集院綾女（いじゅういん あやめ）
声 - 前田このみ
8月14日生まれ。血液型AB型。身長166cm、体重50kg、3サイズはB84、W59、H85。
4番打者。チーム随一の長打力を誇る。右打。秘打は華麗なフォームから繰り出される「ビューティーエンド」。ポジションはファースト。中山からは金魚のフン扱いされている。
綾小路桜（あやのこうじ さくら）
声 - 西川宏美
5月14日生まれ。血液型A型。身長165cm、体重47kg、3サイズはB85、W62、H87。
ポジションはピッチャー。多彩な球種を持つ技巧派。打撃センスも高い器用な選手。右投右打。魔球は「ゴージャス・シャイニング・ボール」。3番打者。中山からは刺身のツマ扱いされている。

#### 出雲高校
中国地方代表。日本一知名度の低い県のイメージアップを図って女子野球部を設立した。
星野飛子（ほしの とびこ）
声 - 嶋方淳子
1月16日生まれ。血液型O型。身長160cm、体重50kg、3サイズはB79、W58、H81。
出雲高校女子野球部のキャプテンでピッチャー。某熱血スポ根漫画に登場しそうなキャラクター。一人称は「オレ」。父親が同校女子野球部の監督を務める。母親・徹子との特訓で生み出した魔球「プリティリーグボール1号」を放つ。背番号1。左投左打。9番打者。女子高校野球界の星を目指すが、メディアの注目をモコに奪われ彼女をライバル視する。
高取三姉妹（たかとりさんしまい）
声 - 中山真奈美（茜のみ）
3月3日生まれ。血液型AB型。身長156cm、体重44kg、3サイズはB81、W50、H82。
変幻自在な連携プレイを得意とする一卵性の三つ子。茜・葵・山吹の3人からなる。ポジションはファースト・セカンド・サード。打順は2・3・4番。左打。山吹は秘打「蜃気楼打法」を使う。

#### 土佐南高校
四国代表。元レディースで構成された、勝つ為には手段を選ばない喧嘩上等なチーム。スポーツで不良を更生させる名目で設立されたのだが、新たな戦いの場を与えただけだった。先手必勝を信条とし、初回からアグレッシブに攻めてくる。
紅姫子（くれない ひめこ）
声 - 花島佳奈恵
8月7日生まれ。血液型B型。身長162cm、体重49kg、3サイズはB85、W59、H84。
土佐南高校女子野球部のキャプテンで4番打者。木刀のようなバットを愛用し、一打席一打席に全力を込めて叩きつける。右打。秘打は「雷神虎砲打」。ポジションはサード。須永の剣道時代のライバル。
三条波華（さんじょう なみか）
声 - 吉田愛理
4月23日生まれ。血液型A型。身長159cm、体重46kg、3サイズはB86、W58、H87。
ポジションはピッチャー。正面からの全力直球勝負を挑んでくる。背番号1。左投左打。魔球は「剃刀寿雷蛇亜」。3番打者。

#### 島原高校
九州代表。全員がクロスを身に付けた敬虔なクリスチャン。大事な場面で神に祈りを捧げ、度々奇跡的な勝利を起こしてきた。一部のテキストでは「島原女学院」と表記されている。『熱血乙女青春記』ではトーナメント表に校名が書かれているが、試合の描写は無く、部員も登場しない。
天馬巡（てんま めぐる）
声 - 前田千亜紀
12月25日生まれ。血液型A型。身長157cm、体重45kg、3サイズはB84、W60、H86。
島原高校女子野球部のキャプテンで4番打者。淑やかで優しい性格。神頼みで他力本願な傾向がある。おっとりして頼りなげだが意表を突いた一発がある。左打。秘打は「ペガサス打法」。ポジションはショート。牧野の文通相手。
来栖倫子（くるす りんこ）
声 - 大本眞基子
8月24日生まれ。血液型A型。身長152cm、体重40kg、3サイズはB80、W55、H81。
エースピッチャー。クールな判断力でチームを支えている苦労人。強力なピッチングで相手を封じ込む。右投右打。2ストライクに追い込むと魔球「運命の十字投げ」を使う。5番打者。一部のテキストでは「栗栖」と表記されている。

#### 嘉手納実業高校
沖縄県代表。灼熱の暑さに負けずに、楽しく野球をするのがモットー。ハーフ選手が多く、恵まれた体格を生かしたパワフルなプレイが特徴。走攻守のバランスが取れた総合力の高いチーム。『熱血乙女青春記』にも登場し、監督の川原先生とキャプテンの具志堅洋子のみ続投した。
川原奈美（かわはら なみ）
声 - 川浪葉子
8月8日生まれ。血液型A型。身長168cm、体重54kg、3サイズはB90、W60、H90。
女であることを隠しプロ野球選手になった経歴を持つ嘉手納実業高校女子野球部監督。左投左打。性別がバレて球界を追われた後、提示された米国大学リーグの野球部監督に就任して渡米するも、学長との意見の違いから退任となる。以降は自分の野球観や信念を理解出来る選手を探す旅に出て、様々な野球部の臨時コーチとして各地を転々とし、現在に至る。信念を貫く為には全てを振り切る性質で、家庭を捨ててでも我が道を行く。期待している人間には、愛の裏返しとして非常に厳しい態度を取る性格。野々原がキャプテンに就任した時のみ、霞ヶ浦高校女子野球部の試合をサングラスを掛けてよく見学しに来る。
『熱血乙女青春記』では主人公の大学時代の野球の恩師であり、優勝候補の筆頭。結末によっては、川原先生が主人公を一生自分の側に置いておこうとするエンディングを迎える事がある。
バーバラ金城（バーバラ きんじょう）
声 - 西川宏美
2月12日生まれ。血液型O型。身長197cm、体重99kg、3サイズはB148、W90、H116。
ポジションはピッチャー。投打ともに荒削りだが、力押しのタイプ。背番号1。右投右打。2ストライクに追い込むと魔球「スターサンドカーブ」を使う。2番打者。
具志堅洋子（ぐしけん ようこ）
声 - 嶋方淳子
7月4日生まれ。血液型A型。身長158cm、体重48kg、3サイズはB83、W56、H84。
キャプテンで4番打者。スポーツマン精神に則った礼儀正しさを持つ明るい人格者。皆で楽しくスポーツをする事が生き甲斐で、どんな苦労も厭わない努力家だが、頑張り過ぎて怪我をする事もある。趣味は団体競技、スキューバダイビング。ここぞという時にホームランを狙える技術を持つ。左投左打。秘打は「パイナップルボム」。ポジションはファースト。外見が野々原に似ており、谷川顧問は「野々原モドキ」と評している。
『熱血乙女青春記』では2年生で背番号1のエースピッチャー。身長162cm、体重49kg、3サイズはB86、W56、H87。自身の怪我や、夏季大会直前に川原先生が監督を辞任して失踪するトラブルに見舞われるも、明るくチームをまとめる。魔球「紅炎球」と秘打「紅炎打」を使う。野々原から宿命のライバルとして意識される。

#### インターナショナルチーム
世界中の実力者を集めた最強チーム。霞ヶ浦高校が公式試合で首位に立つと、翌週に来日して対戦する事になる。
アンジー・ウォーホール（Anzy Warholl）
声 - 前田千亜紀
インターナショナルチームのエースピッチャー。強力な魔球「ブラックファイアボール」を使いこなす。右投右打。3番打者。
カーラ・ハリスン（Cara Halisun）
声 - 西川宏美
インターナショナルチームの4番打者。秘打「トマホーク打法」を使う。左打。ポジションはレフト。

#### その他のキャラクター
谷川猪之介（たにがわ いのすけ）
声 - 茶風林
霞校長が招聘した霞ヶ浦高校女子野球部の監督兼顧問。教師としての担当教科は現国。元高校球児で、監督としては天京や桃園など様々なチームを甲子園優勝に導き、女子高野連の設立にも携わった。一方で、部費の横領や空き巣などの悪事を働いた挙げ句、責任を部員に押し付け数々の野球部を連盟から除名や永久追放処分に追い込んだ過去がある。スケベじじぃとしても名高い。霞ヶ浦高校への就任直後、ぎっくり腰により茶臼山病院に入院。
『熱血乙女青春記』では霞校長が主人公を招聘した事で監督を解任されると思い込み、怒って高齢を理由に自ら退職した事が語られる。
アナウンサー
声 - 中井和哉
キャプテン・長島茂子のシナリオに登場する、テレビ局のアナウンサー。
ナレーター
声 - 神谷浩史

### 主題歌
三度目の夏 ラストチャンス
作詩：室生あゆみ / 作曲：関和則 / 歌：秋山久美
オープニングテーマ。
いつの日かきっと
作詩：ミナミヒロユキ / 作曲：関和則 / 歌：秋山久美
エンディングテーマ。

### スタッフ
- エグゼクティブプロデューサー：田守毅、木村良朗
- プロデューサー：栗原宏明
- ディレクター：細田一行
- シナリオ：冨澤義彦、堰善宣
- プログラム：浅田一海、伊藤尋
- キャラクターデザイン・作画監督：香川久
- 原画：西山努、鈴木藤雄、長谷部敦志、富岡隆司、篠原健二、西尾公伯
- クリーンアップ：西山信吾、中里舞、谷平久美子、矢野守彦、山浦由加里
- CG制作・進行：中野幸司、原浩
- サウンド：田中直人、なお（空耳工房）、まつもといちごう
- 音楽監督：溝口功

### 関連商品
- ドキドキプリティリーグ攻略&設定資料集（1997年4月28日）
新声社より発売。
- ドキドキプリティリーグ攻略白書（1997年6月30日）
光栄より発売。
- ドキドキプリティリーグ設定資料集（1997年7月11日）
ムービックより発売。
- コミックドキドキプリティリーグカーニバル（1997年9月1日）
光栄より発売されたアンソロジーコミック。
- ドキドキプリティリーグ フィールドの妖精たち（1998年7月1日）
主婦の友社より電撃コミックスとして発売された漫画作品。全1巻。作者は中野友貴。
- ラミカード
ムービックより発売。野々原千晶・牧野泉、河合弘子・長島茂子、滝沢馨・林恭子、浅井真弓・木村由佳、須永知美・中山玲子の全5種。
- クリアファイル
ムービックより発売。
- マウスパッド
ムービックより発売。
- 下敷
ムービックより発売。
- テレホンカード
ムービックより発売。
- 1/8スケールレジンキャストキット フィギュアコレクション
京商より発売。野々原千晶、野々原千晶（投球）、牧野泉の全3種。

## ドキドキプリティリーグ 熱血乙女青春記
『ドキドキプリティリーグ 熱血乙女青春記』（ドキドキプリティリーグ ねっけつおとめせいしゅんき）は、1998年9月23日にエクシングより発売されたプレイステーション用恋愛シミュレーションゲーム。初回特典として霞ヶ浦高校生徒手帳が封入され、予約特典には生徒手帳カバーが配布された。キャッチコピーは「大人になる前に、熱い青春を送ってね…」。

### 概要（熱血乙女青春記）
前作『ドキドキプリティリーグ』と同様に、プレイヤーが霞ヶ浦高校女子野球部の監督となって17ヶ月の間、部員を育成して女子高校野球大会の日本一を目指すストーリー。ただし、本作の主人公となる人物は前作の監督とは異なる。舞台は前作の翌年4月となっており、部員達は2年生に進級している。本作についてプロデューサーの栗原宏明は「前作を余り意識しないでシステムとシナリオを組んだ為、一部変わってしまった設定があるが、進歩はかなりある」と語った。
前作の評判が想定以上に良かった事と、続編を望む声が多く届いた事から本作は制作された。システム面では、アドベンチャーパートにマップ移動を導入する事で自由度が高くなったほか、前作では野球らしい事がほとんど出来ていなかった反省点を踏まえ、試合パートのコマンドやチップアニメーションの数などを増やして演出や表現の改良がなされた。また、要望の多かった一枚絵イベントの盛り込み、ボイスに合わせた口パクの導入やフルボイス化、プレイステーションでのお色気の限界にも挑戦している。シナリオ面では、前作で決定的に不足していた各キャラクターの性格や個性の表現が重視され、ヒロイン達の日常生活や心情、境遇や背景に力を入れた物語が書かれている。
本作のイメージキャラクターに川村ひかる、川島令美、望月聡子によるアイドルユニット「サウスポー」が起用された。

### システム（熱血乙女青春記）

#### 週間スケジュール
スケジュール画面で一週間の予定を設定し、実行して育成を行う。プレイヤーが組み込める予定は、部活動・自由行動・個別特訓・練習試合の4種類がある。
平日は朝・昼に学校があるので、夕方にしか予定を組み込む事が出来ない。休日は朝・昼・夕方の3ヶ所に予定を組めるが、部活動は行えない。また、練習試合を夕方に組む事は出来ない。試験期間・体育祭・学園祭・正月は部活動も個別特訓も行えず、強制的に自由行動の予定が組み込まれる。

#### ステータス
ステータス画面では、各部員のプロフィール・個人戦績・ステータス・パラメータ・スキルの5種類の状態が確認出来る。
プロフィールのページでは部員の名前・誕生日・星座・血液型・身長・体重・BWH・クラス・個別特訓回数・会った回数が、個人戦績のページでは部員の守備位置・打順・打率・打点・HR数・安打数・防御率・自責点・奪三振数・試合出場数の情報が表示される。
ステータスのページでは部員のポジション・バッター・ランナーとしての適性が「野球レベル」という数値によって表される。野球レベルは関連するパラメータの上昇や、試合で経験を得る事によって上がっていく。
パラメータのページでは以下の能力値が確認出来る。
投球
投球力。肩の強さを表す。投手の球威や、野手の遠投する力に関係する。
制球
制球力。球をコントロールする力を表す。
打撃
打撃力。球を打つ力を表す。数値が高いほど飛距離が出る。
選球
選球力。球を見極める力を表す。バント成功率などに関係する。
走力
脚の速さを表す。盗塁成功率や、守備で打球に追いつく速さに関係する。
捕球
捕球力。球を捕る力を表す。数値が高いほど失策率が低くなる。
判断
判断力。数値が高いほど的確な行動を取る。
体力
数値が高いほど疲労しにくくなる。
根性
必殺技を使用する際に消費するポイント。
疲労
疲労度。数値が高いと試合での動作が鈍くなるほか、練習で怪我をしやすくなる。怪我には大・中・小の3段階があり、小怪我は1日休み、中怪我は3日休み、大怪我は10日休みになる上に当人の全能力と全部員の信頼度が大幅に減少してしまう。
信頼度
画面上では確認する事が出来ない隠しパラメータ。自由行動で出会った時や、練習の成否によって増減する。数値が高いほど試合中にプレイヤーの指示に従う。
スキルのページでは部員の必殺技の習得状況が確認出来る。
必殺技は試合中に根性を消費する事で発動し、守備や打撃に強力な効果をもたらす。練習を重ね、隠しパラメータである経験値が一定の数値にまで達する事で覚えるが、いずれの必殺技も習得出来る部員は先着4人まで。経験値は各部員にそれぞれ異なった初期値が割り振られているので、同じ練習をしたとしても、習得までに掛かる回数は違う。必殺技を1つ覚えた部員は、2つ目の必殺技を習得する為に必要となる経験値が2倍、3つ目の必殺技は3倍、4つ目は4倍と増えていく。
本作の必殺技は以下の5種類。
魔球
投手が通常よりも速い球を投げる技。前作では必ず空振りを取れたが、今作では打たれる事がある。投球練習を積むと習得する。野々原は最初から習得している。
林、木村・神田、浅井・工藤、水無月、河合、牧野・滝沢・千堂、中山、須永の順に覚えやすい。
秘打
打者が通常よりも強く打つ技。前作では必ずホームランを打てたが、今作では凡退する事がある。打撃練習を積むと習得する。須永は最初から習得している。
牧野・千堂・神田、中山・林・水無月・工藤、浅井・木村・河合、滝沢、野々原の順に覚えやすい。
魔送球
野手が通常よりも速い送球をする技。投球練習を積むと習得する。習得した部員は、守備中の頭上に星のマークが現れ、送球のタイミングでボタンを押すと発動する。
中山、河合・水無月・千堂、神田、牧野・浅井・工藤、須永・木村・林、滝沢、野々原の順に覚えやすい。
秘走
走者が通常よりも速く盗塁する技。基礎体力の練習を積むと習得する。滝沢は最初から習得している。
河合・神田、牧野・中山・工藤・千堂、浅井・木村・林・水無月、須永、野々原の順に覚えやすい。
気合い
疲労を回復する技。守備練習を積むと習得する。野々原は最初から習得している。
浅井、木村、牧野・千堂、林・神田、中山・河合・水無月・工藤、滝沢・須永の順に覚えやすい。

#### 練習メニュー
週始めに各部員の練習内容を設定し、スケジュールに部活動・個別特訓を組んで実行させると、パラメータが変化する。個別特訓はマンツーマンで部員を指導するので、部活動で行う練習よりも数値の増減が大きくなる。
部活動における練習メニューの組み方は、マニュアルモード・オートモードの2種類がある。マニュアルモードは1日単位でメニューを決め、オートモードは1週間単位で1つのメニューを集中して消化する。
練習・特訓が成功すると、メニューに対応したパラメータや信頼度が増加するが、失敗すると疲労のみが蓄積されるほか、一部のパラメータと信頼度が減少してしまう。
投球練習
「投込み」を行い、主に投球力・制球力を鍛える。公式大会の開催時期になると、投球力を特に鍛える「遠投」、制球力を特に鍛える「的当て」というメニューが追加される場合がある。
打撃練習
「打込み」を行い、主に打撃力・選球力を鍛える。公式大会の時期になると、打撃力を特に鍛える「素振り」、選球力を特に鍛える「バント」というメニューが追加される場合がある。
守備練習
「ノック」を行い、主に走力・捕球力を鍛える。公式大会の開催時期になると、走力を特に鍛える「ノック（外野）」、捕球力を特に鍛える「ノック（内野）」というメニューが追加される場合がある。
基礎体力
主に体力・根性を鍛える「基礎運動」、主に走力・体力を鍛える「持久走」、主に走力・根性を鍛える「ダッシュ」といったメニューがある。公式大会の開催時期になると、体力を特に鍛える「筋トレ」、根性を特に鍛える「タイヤ引き」というメニューが追加される場合がある。
野球勉強
判断力を鍛える。また、疲労が少し回復する。
休み
休養して疲労を回復する。
練習によって加算されたパラメータの合計が一定の数値を超えると、それまでの練習内容に応じた発明品を浅井が完成させ、新たな練習メニューとして追加される場合がある。
なげる君（なげるくん）
浅井が発明した投球力増強ボール。投球力・制球力を大幅に鍛える。赤いボールを投げると、球の握り方や力の加わり具合、呼吸や心拍数等の様々なデータを瞬時に計測出来る。初回は暴投すると自爆する機能が搭載されており、野々原のミスで投球を受けた主人公が爆発した。
げきだま君（げきだまくん）
浅井が発明した打撃力増強ボール。打撃力・選球力を大幅に鍛える。青いボールを打つと、インパクトの瞬間に球の位置や角度、スイングのスピード等の様々なデータが計測出来る。初回は打ち損じると自爆する機能が搭載されており、牧野のミスで打球を受けた神田が爆発した。
そなえ君（そなえくん）
浅井が発明した守備力増強ボール。走力・捕球力を大幅に鍛える。黄色いボールを捕球すると、グラブに収まった球の位置や角度、取った人間の動き等のデータが計測出来る。初回は送球ミスを察知して自爆する機能が搭載されており、河合のミスで送球を受けた木村が爆発した。
ハッチャケ根性君（ハッチャケこんじょうくん）
浅井が発明した根性増強ハチマキ。体力・根性を大幅に鍛える。常に冷静沈着な者が巻いても効果が無いので、初回は怒って発火する機能が搭載されており、須永の頭が炎上した。
ナノ君（ナノくん）
浅井が発明した薬。カプセルの中に身体能力を増強させる10億種類のナノマシンが入っている。服用すると全能力が上昇する。

#### 試合（熱血乙女青春記）
試合には練習試合・遠征試合・公式試合の3種類がある。
練習試合の対戦相手は、浦安女子高校・多摩文化学園・船橋家政学園・明和国際学園・杉並商業高校といった近隣にある5校の中から選ぶ。電話で試合を申し込み、承諾を得られるとスケジュールに組み込める。相手校から職員室へ電話が掛かり、練習試合を申し込んでくる事もある。
遠征試合はゴールデンウィークなどの連休中に自動的に組み込まれる事があり、大会での戦績によって遠征する回数は異なる。沖縄・ハワイ・温泉などへ行き、現地で出会った他校の女子野球部と対戦する。
公式試合は7月に夏季大会、3月に春季大会が開催される。1年目の夏季大会1回戦や、2年目の夏季大会で敗退すると、川原先生に詰られてゲームオーバーとなる。
試合当日になると、初めにマニュアルモード・オートモードのどちらかを選択する。マニュアルモードの場合は、プレイヤーが部員の全ての行動に指示を出して試合を進める。オートモードの場合は、部員に判断を任せて自動的に試合を行う。試合を観る・観ないの選択もあり、観ないを選ぶとスコアボードに点数のみが表示され、1分も掛からずに勝敗が判明する。
モードを決めると、次に部員のスタメン・ベンチの振り分けや、ポジション・打順を設定する。バッテリーの組み合わせによっては、相性による能力値の変動が発生する場合があり、お互いの能力が上がるペアもいれば、下がるペアもいる。また、試合開始直後に特殊な台詞を喋るバッテリーが約20組いる。オーダーが決まると試合が開始される。
プレイヤーが試合中に選択するコマンドには以下のものがある。
投球
守備時に使用。直球・敬遠球・変化球・速球・スロー球・入魂球・魔球の7種類がある。
守備位置
守備時に使用。定位置・前進守備・長打警戒の3種類がある。
守備交代
守備時に使用。ポジションの変更や、選手を控えの部員と交代させる。
打撃
攻撃時に使用。打者委任・バント・見送り・一発狙い・当ててく・入魂打撃・秘打の7種類がある。
走塁
攻撃時に使用。盗塁・秘走の2種類がある。
代打
攻撃時に使用。控えの部員を打席に送る。
気合い
気合い習得者のみ使用可能。根性を消費して疲労を回復する。
試合放棄
試合を放棄し、自ら負ける。
霞ヶ浦高校女子野球部は必ず後攻になる。試合は9回裏まで行われ、9回裏終了時点で両チームが同点だった場合、練習試合なら引き分けとなり、公式試合なら決着が着くまで延長戦を行う。10点以上点差が開くとコールドゲームとなり、試合が終了する。
試合中に選手が良いプレイなどをした時、グラフィックが表示されて台詞を喋る「野球イベント」が発生する。他にも、野々原が滅多打ちに遭うと部員達に励まされて全パラメータがMAX以上になるイベントや、2年目の夏季大会で条件を満たすと霞ヶ浦高校女子野球部の全部員が魔球・秘打などを使用可能になるイベントが用意されている。

#### 自由行動
スケジュールに自由行動を組み込んでいると、当日に霞ヶ浦高校のある街「冥荷谷」を散策するアドベンチャーパートが発生する。妖精のアイコンを操作し、マップ上に点在する様々な施設を訪れると、休暇中の部員や知人と出会う事がある。会話した回数や選択肢によって各部員のストーリーが進行し、主人公と恋愛関係に発展する事があり、どれだけストーリーを進めたかによってエンディングが変化する。ヒロインは総勢14人。
施設には以下のものがある。
学校
霞ヶ浦高校。前年に創立されたばかりの新設校で、生徒数は前作時点で198名。当初は女子校の予定だったが急遽共学に変更された為、生徒の8割が女子という人数構成になった。
図書館
新緑図書館。3階は視聴覚室、4階は資料室、5階は自習室、6階はプラネタリウムになっている。貸出期限は、本は2週間で5冊まで、CDは1週間で3枚まで。
アパート
ベルメゾン冥荷谷。主人公が住んでいる独身男性用アパート。全部で6部屋ある。家賃は月8万円。
街中
冥荷谷駅近辺の商店街。ポプラの並木道に、商店や飲食店が建ち並ぶ賑やかな場所。週末になるとウィンドウショッピングを楽しむ女子が数多く訪れる。
剣道場
須永流二天一刀流道場。須永知美の実家。入門者が年々減っており、現在の門下生は20人程。火曜・木曜・土曜に練習を行い、月曜・水曜・金曜には有段者に真剣での居合いを教えている。
カラオケ
店名はジョイスポット。若者に人気がある。料金は1時間歌い放題で800円。店内は流行によって変化しており、ボウリング場、ビリヤード場、体感ゲームセンターを経て、現在のカラオケボックスに至る。
映画館
ひかり座。4つの劇場を持つ、最大収容数1200人の大型映画館。最新ロードショーから懐かし名画まで上映され、様々な世代に愛されている。
ファミレス
店名はサンデー。学校帰りの学生や親子連れ、ウェイトレスの衣装が目当ての男性客が多い。主人公が渡米する前は月極の駐車場だったが、立地条件の良さから大手ファミレスチェーン店に買収され現在に至る。
プール
ウォータースクェア。ドーム型の室内プール。ジャングル、洞窟、滝など自然風景をベースに造られた大小8つのプールがある。入場料は大人2000円、学生1500円、小学生以下800円。
駅前
冥荷谷駅前。百貨店に囲まれており買い物が便利なので、夕方になると多くの人で混雑する。バスロータリーの後ろにある冥荷谷スクェアでは、新人歌手のデビューイベントやTV番組の生放送などが行われる。
遊園地
セントラルプレイランド。40種類以上の乗り物が設置されている日本屈指の大遊園地。大劇場では季節ごとにヒーローアトラクションショーが行われる。
河原
豊洲河の河原。川沿いの土手に広場が作られており、草野球場や草サッカー場などが子供達の遊び場となっている。上流では鮒釣りやボート遊びが行われている。
美術館
音琶西洋美術館。ルネサンス以降の世界的に有名な絵画・彫刻・工芸品を多数所蔵している。常設展示されている物だけで、20世紀までの西洋美術の概略がある程度分かる。
神社
多塚八幡神社。水無月葵の実家。お参りすると家内安全、厄除け開運、交通安全の功徳がある。8月末に夏祭りが開催される。
公園
千登勢グリーンパーク。芝生や庭園の手入れの行き届いた、市民の憩いの場。
練習試合を行った同日に、野々原の河原イベント・林の蕎麦屋イベント・水無月のお見舞いイベントのいずれかが発生すると、途中でゲームの続行が不可能になる不具合がある事が当時の公式サイトで報告された。

### 登場人物（熱血乙女青春記）

#### 霞ヶ浦高校女子野球部（熱血乙女青春記）
野々原千晶、牧野泉など2年生の部員に関しては前作を参照。
水無月葵（みなづき あおい）
声 - 水野愛日
8月26日生まれ。血液型A型。身長156cm、体重44kg、3サイズはB81、W53、H82。
実家は平安時代から続く「多塚八幡神社」で、巫女として家の手伝いを欠かさない、明るい普通の健気な女の子。1年A組。趣味は創作ハーブティとハーブを育てる事。野々原と牧野の霞ヶ浦中学校時代の後輩で、高校でも野々原と一緒に野球をやりたくて女子野球部に入部する。普段は他人の事を思いやる優しく天真爛漫な性格だが、占いを頑なに信用する思い込みの激しい一面もあり、周りに大迷惑を掛けながらも信念を曲げない頑固なところがある。部員達からは「葵ちゃん」「葵」など下の名前で呼ばれる。誕生日を迎えるとバストが82cmに、ヒップが83cmに成長する。キャラBGMは「開運乙女恋愛記!」。
背番号11。右投右打。野々原から教わり魔球「神通力八尺瓊の勾玉」を、占いの通りに行動して秘打「神通力草薙」を習得する。デフォルトは補欠だが、捕球力の成長率が高いキャッチャー向きの能力。キャッチャーとして試合に出場すると、バッテリーを組んだ全選手の能力を上げられ、特に神田との相性が良い。卒業後はハーブ園のテーマパークを開設するべくハーブ収集の為に世界中を飛び回る。
千堂アリサ（せんどう ありさ）
声 - 宮村優子
11月6日生まれ。血液型O型。身長167cm、体重54kg、3サイズはB88、W57、H89。
姉妹校マウイハイスクールから交換留学生としてやってきた、日本人の父とラテン系アメリカ人の母の間に生まれたハーフ。1年B組。趣味はジャズ等のテンポの良い音楽の演奏、歌唱、踊る事。性格は明るく奔放、陽気で好奇心旺盛、おおまかに物事を考えて何にでも首を突っ込みたがるが、ホームシックになる可愛い面あり。日本の文化を勉強する為にファミレス「サンデー」でアルバイトをしている。4月24日に沖縄への遠征に同行する為に女子野球部に入部する。誕生日を迎えるとバストが89cmに成長する。ブラジャーを着けていない。キャラBGMは「常夏乙女恋愛記!」。
背番号12。右投右打。お手玉をして魔球「ビューティフルマッチョ霞アタック」を、須永の真似をして刀を振り回し秘打「ワンダフルフジヤマスラッシュ」を習得する。デフォルトは補欠で、判断力はチームで最低だが、他の能力はバランス良く高めに成長するユーティリティープレイヤー。パラメータとしては外野手に適している。卒業後はハワイのツアーコンダクターになる。
神田紗由里（かんだ さゆり）
声 - 川上とも子
3月28日生まれ。血液型AB型。身長164cm、体重50kg、3サイズはB84、W55、H85。
水無月の中学校時代からの親友。1年A組。5月1日に水無月に誘われて女子野球部に入部する。自己表現が苦手で、思った事を素直に言えず内に溜め込んでしまう性格。子供の頃から一人でいる時間が多いせいで、周りにはクールで無愛想な印象を与えてしまうが、実は寂しがり屋で人の輪に入りたがっている。親しい友人はほとんどいない為、心を開いた相手には本音で接している。趣味は音楽や絵を描く事など個人で行うもの、水無月と遊ぶ事。両親が病院経営の仕事に追われ、あまり愛されずに育った。キャラBGMは「求愛乙女恋愛記!」。
背番号13。左投右打。水無月と練習して魔球「ウインド・クラスト」と秘打「エアー・ターキッシュ」を習得する。デフォルトは補欠で、打撃力・体力は低いが、制球力は林に次いで高い。野球を下手だと卑下しているが、主人公曰く運動神経が良く肩も強い。小説版では入部する際に「コントロールが凄く良いのでピッチャーとして開花する」と水無月が野々原達に紹介している。卒業後の進路は2パターンあり、臨床心理学を学んでセラピストになるものと、ペットショップをオープンさせるものがある。
新入部員
2年目の4月8日に入部する新1年生。名前や顔は表示されず、育成する事も試合に出場させる事も出来ない。ハワイ遠征では日本に置いて行かれる。

#### 杉並商業高校
男子野球部が伝統的に強い甲子園常連校で、グラウンドの使用権を握って離さないので、女子野球部は河原で練習している。監督やコーチはおらず、顧問も野球を知らない為、キャプテンの楠が自らスケジュールを管理している。走攻守のバランスが取れた安定感のあるチーム。
楠芹香（くすのき せりか）
声 - 井上美樹
4月12日生まれ。血液型B型。身長160cm、体重47kg、3サイズはB84、W56、H83。
杉並商業高校女子野球部のキャプテン。色白でスラリとした品のある美少女。礼儀正しく、誰に対しても穏やかに接する性格。皆で力を合わせて一つの事をやり遂げるのが好き。趣味は粘土細工のお花作り。小学4年生の頃からリトルリーグに所属し、霞ヶ浦中学校では野々原や牧野と共に女子野球部を設立した。野々原からは同じ高校へ進学しようと誘われたが、野々原と勝負したいという思いから杉並商業高校に進学し、新たに女子野球部を発足させる。キャラBGMは「可憐乙女恋愛記!」。
背番号1。ポジションはピッチャー。9番打者。右投右打。魔球「マクロバーストストリーム」と秘打「ダウンバーストストリーム」を習得しているが、積極的には使わない。リトルリーグ時代からピッチャー一筋だが、実力では野々原に劣ると考えており、仮に中学校時代に女子野球部の部員が9人集まっていれば、サードで試合に出場するつもりだった。小説版によれば野々原ほどのスピードは無いが、低めに集められる制球力があり、切れのいいカーブを投げる。卒業後の進路は2パターンあり、小学校の教師として勤務する傍らリトルリーグの監督を勤め、女の子ばかりのチームを全国優勝へ導くものと、体育大学に進学して体育教師の資格を、更に留学してコンディショニングトレーナーの資格を取得し、母校である杉並商業高校女子野球部の監督に就任するものがある。
五十嵐麻衣子（いがらし まいこ）
小説版のみ登場する女子野球部員。中学校時代に野々原・牧野・楠・水無月と共に女子野球部に所属。守備よりも打撃に自信があるスラッガー。やや太めで色黒だが、一昔前のアイドル顔をした美少女。性格は野々原に多少似ている。週末になると必ず日帰り温泉旅行に行くほどの温泉オタク。夏休みの合宿では3番セカンドで試合に出場。清蘭女学園との試合では4番打者。
田中恵利（たなか えり）
小説版のみ登場する女子野球部員。1年A組。合宿での楠と五十嵐の活躍を聞き、面白そうと思って入部した。元新聞部のコネを利用し、学校新聞に女子野球部の活動を多少美化して掲載する。清蘭女学園との試合では1番打者として出場。
中根登（なかね のぼる）
小説版のみ登場する定年間近のおじいちゃん先生。担当教科は古典。男子野球部の顧問。
潮崎（しおざき）
小説版のみ登場する男子野球部のキャプテン。

#### 聖エリーゼ学院
常勝無敗の記録を持っていると自称するチーム。
朝霧かすみ（あさぎり かすみ）
声 - 青山美帆
8月16日生まれ。血液型B型。身長156cm、体重44kg、3サイズはB82、W55、H83。
100億人に1人の素質を持つ超高校級天才野球少女と思い込んでいる、聖エリーゼ学院のキャプテン。1年うさぎ組。無知でプライドが高く、自分が勝つのは当然と思っており、相手を負かさないと気が済まない。最初はビン底メガネに冴えない体操着姿で登場するが、夏季大会で霞ヶ浦に敗北後は一から鍛え直し、シャープなユニフォーム姿にコスチュームチェンジ。
背番号0。ポジションはピッチャー。4番打者。右投左打。ツーアウトになると魔球「超高校級天才投法」を使うほか、秘打「超高校級天才打法」も習得している。後期は魔球が「超高校級天才爆炎球」に、秘打が「超高校級天才爆炎打」に変わる。

#### 青雲女学園
優勝候補に挙げられる強豪校。上位の打者は長打があり、下位の打者は秘打を習得している、強力な打線を擁する攻撃力重視のチーム。
神竜晶（じんりゅう あきら）
声 - 幸田夏穂
11月29日生まれ。血液型O型。身長162cm、体重50kg、3サイズはB82、W55、H83。
青雲女学園野球部のキャプテン。2年生。自己主張が強く、プライドが高い上、高慢。性格の悪さからか、実力があっても他校からかなり嫌われているが、自校では人気者で親衛隊がいる。趣味は本能の赴くままに行動する事。双子の姉であり、妹の静の事だけは大事にしている。犬が大の苦手。一人称は「俺様」。
背番号1。ポジションは1年目の夏はピッチャー、2年目の夏はキャッチャー。打順は1年目の夏は4番、2年目の夏は5番。右投右打。魔球「全国制覇雷撃球」と秘打「全国制覇雷撃打」を使う。
神竜静（じんりゅう しずか）
声 - 増田ゆき
11月29日生まれ。血液型O型。身長162cm、体重48kg、3サイズはB87、W56、H88。
青雲女学園野球部の副キャプテン。2年生。双子の妹で、やりたい放題の姉の晶とは正反対の、内気で心優しい少女（しかも天然ボケ）。ポリシーを曲げずに行動する姉には内心困りながらも、慕っている。犬が大好きだが、水無月の愛犬・右近を見て「おいしそう」「味見させて」など、少し普通ではない発言をする。
背番号2。ポジションは1年目の夏はキャッチャー、2年目の夏はピッチャー。打順は1年目の夏は5番、2年目の夏は4番。右投右打。魔球「旋風魔球」と秘打「旋風秘打」を使う。

#### 筑波医科大学付属桜ヶ丘高校
データの収集や分析による管理野球を推進している高校。守備力を重視した打たせて取る戦術で、全員が判断力に優れており、ミスのない的確な動きをするチーム。
堂崎美紀（どうざき みき）
声 - 黒崎彩子
7月20日生まれ。血液型B型。身長164cm、体重51kg、3サイズはB84、W58、H85。
筑波医科大学付属桜ヶ丘高校女子野球部のキャプテン。2年生。性格は理知的で冷静。データを獲得する為には犯罪行為も辞さない。相手チームに自信満々で勝利を宣言する高慢な態度を取る反面、負けると潔く敗因の究明を開始する。
背番号1。ポジションはピッチャー。9番打者。左投左打。追い込むとすぐに魔球「イリュージョンフラッシュ」を使うほか、秘打「リフレクトフラッシュ」も習得している。

#### 純心女学園
秘走を習得している選手が多い、機動力を重視したチーム。学校側から真面目に部活動をしていないやる気のない弱小クラブとみなされており、廃部寸前の危機に陥る。
聖真琴（ひじり まこと）
声 - 阪口あや
12月24日生まれ。血液型AB型。身長157cm、体重46kg、3サイズはB82、W57、H83。
純心女学園野球部のキャプテン。2年生。趣味は気に入ったモノ集めで、置いてある物を捨ててあると判断し、持っていってしまう。実力はあるが考えることが苦手なために作戦負けするケースが多い。部費が少ないので、試合の度に相手ベンチから備品を補充している。
背番号1。ポジションはピッチャー。9番打者。右投右打。魔球「ラブリー・ボンバー」と秘打「ラブリー・スイング」を習得しているが、判断力が低く使いどころを理解していない。

#### マウイハイスクール
霞ヶ浦高校と姉妹校契約を結んでいるハワイの高校。
皇伽蓮（すめらぎ かれん）
声 - 長谷川智子
10月2日生まれ。血液型AB型。身長158cm、体重46kg、3サイズはB78、W54、H80。
日本人と中国人のハーフで流暢な日本語と中国語を話す、マウイハイスクール女子野球部のキャプテン。1年生。スポーツ万能で頭脳明晰と文武両道だが、性格は短気で気が強く負けず嫌いで、非常に手が早い。気に入らないことがあれば手近な人間をガンガン殴りつける。周囲からは人を殴る事が趣味だと思われている。
背番号1。ポジションはピッチャー。4番打者。右投右打。魔球「光龍球」と秘打「龍撃打」を最初から全力で使う。ジェニファー・クランシーが入部している場合は、3番ファーストで試合に出場する。
ジェニファー・クランシー（Jennifer Cruncy）
声 - 川浪葉子
10月10日生まれ。血液型O型。身長202cm、体重155kg、3サイズはB156、W90、H138。
マウイハイスクール女子野球部の新1年生。身長2メートルもある巨体でグラウンドを走り回る。語尾に「だわさ」と独特の特徴があるドンバ系のアメリカ人という設定だが、正体はネタバレにつき秘密。
背番号2。ポジションはピッチャー。4番打者。右投右打。魔球「紅炎球だわさ」と秘打「紅炎打だわさ」を使う。全てのパラメータが999の最強選手。

#### その他のキャラクター（熱血乙女青春記）
主人公
川原奈美の推薦で霞ヶ浦高校女子野球部の監督に就任した青年。教師としての担当教科は国語。高校時代は20年に一度の天才球児と称され、プロ野球のスカウトからも注目を集めていたが、自ら課した過剰な練習によって足、肩、内臓を次々に故障し、全力で走れない体になる。野球が出来なくなった事に絶望し、夏になると聞こえてくる甲子園の歌から逃げる為に、アメリカの大学に留学。そこで川原監督と出会い、DHやリリーフピッチャーとして野球部に起用され、短いイニングでも再び野球が出来る事に救われ、川原を恩師と崇める。性格は世話好きで、鈍感。女性に対して頭が上がらず、流され易い。自分に好意を抱く部員に対しては、わざと焼き餅を焼かせ反応を見て楽しむ面もある。デフォルトネームは「沢村和馬」。
霞円蔵（かすみ えんぞう）
声 - 茶風林
血液型A型。身長175cm、体重80kg。
霞ヶ浦高校校長。55歳。無類の野球好き。教師時代は川原奈美に野球を教え、主人公を霞ヶ浦高校女子野球部新監督に任命した人物。学生時代のポジションは三塁ベースコーチ。性格は他人任せでスケベだがお人好しな面もあり、大会で優勝するとハワイ遠征というビッグプレゼントをしてくれる。
前作『ドキドキプリティリーグ』にはラジオドラマと漫画版のみ登場。
麻子（あさこ）
声 - 五十嵐麗
1月1日生まれ。身長165cm、体重49kg、3サイズはB88、W56、H86。
主人公の姉で、霞ヶ浦高校の保健医を勤める。ジュリアナ東京全盛期は朝まで毎日ディスコに通うイケイケギャルだった。現在は保健医として青少年少女の悩みを解決する。性格はさっぱりしていて男っぽい。弟である主人公には厳しく、欲求不満が溜まると暴力を振るってストレスを解消する。
右近（うこん）
声 - 西脇保
水無月が飼っている巨大なセント・バーナード。8歳。首に酒樽をぶら下げている。主人公を見ると飛びかかる。
村井（むらい）
多摩文化学園女子野球部のキャプテン。自称超有名人。取られたら取り返すを信条とし、全国級の攻撃力を誇るチームを率いる。ポジションはピッチャー。9番打者。右投右打。
山本（やまもと）
船橋家政学園女子野球部のキャプテン。軽薄な喋り方をする。打たせて取り、出塁して走る、無駄の少ない野球をするチームを率いる。ポジションはピッチャー。9番打者。右投右打。
日野（ひの）
声 - 藤田さゆり
明和国際学園女子野球部のキャプテン。不敗記録に拘っている。攻守は平均的だが、一級の状況判断力を持つ、堅実な野球をするチームを率いる。ポジションはピッチャー。9番打者。右投右打。
親父
野々原のシナリオに登場する八百屋のおじさん。
実況
野々原のエンディングに登場するアナウンサー。霞ヶ浦プリティーズと那覇リュウキューズの開幕戦の実況を担当。
あやこ
牧野のシナリオに登場する少女。自分を「あやちゃん」と呼ぶ。公園で父親を待っているところを牧野と出会い、仲良くなる。
須永陣八郎（すなが じんぱちろう）
声 - 茶風林
須永のシナリオに登場する須永の祖父。74歳。剣道場の主にして、空手の有段者でもある。若い女子が好みだが、孫の友達には手を出さないと心に決めている。
前作『ドキドキプリティリーグ』にはラジオドラマのみ登場。この時は関連書籍に「須永甚八郎」と表記されていた。
男の子
木村のシナリオに登場する少年。転んで怪我をして泣いているところを木村に慰められる。
老女
木村のシナリオに登場するお年寄り。駅前の横断歩道を渡れず困っていたところを木村に介助される。
子供
河合のエンディングに登場する保育園の園児。泣いていたところを河合に慰められるが、名前を覚えてもらえず更に号泣する。
青柳、折戸、吉本
林のシナリオに登場する三人組の男。林を二度に渡り襲うが、主人公によって三人まとめて流血するほど叩きのめされる。
記者
声 - 吉本収一郎
林のエンディングに登場する芸能記者。ドラマ「夏、君がいたから……」の制作発表会に参加し、林と主人公の熱愛報道について尋ねる。
易者
声 - 戸北宗寛
水無月のシナリオに登場する辻占。水無月の恋愛運をタロットで占う。
潮見珠子（しおみ たまこ）
声 - 仁木静美
神田のシナリオに登場する家政婦。年齢は60歳過ぎ。神田の親代わりで、数少ない理解者の一人。

### 主題歌（熱血乙女青春記）
乙女の心意気
作詩：飯塚麻純 / 作曲・編曲：CHOKKAKU / 歌：水野愛日
オープニングテーマ。
あなたに吹く風
作詩：飯塚麻純 / 作曲：日比野信午 / 編曲：松永寛樹・長岡成貢 / 歌：水野愛日
エンディングテーマ。

### スタッフ（熱血乙女青春記）
- 企画：栗原宏明、中野幸司、浅田一海
- 作画監督・キャラクターデザイン：香川久
- SDキャラデザイン：あずまきよひこ
- 背景デザイン：花丸アフロ、中山大介
- 画面デザイン：てらたろ～
- 色彩：諸岡さん
- 絵コンテ：中野幸司
- 脚本構成：あみやまさはる、細田一行、中野幸司
- 脚本：細井能道、堀井明子、佐藤勝一、堰善宣、今関博文、千田誠行、栗原宏明
- 脚本協力：ぶらざぁのっぽ
- 制作進行：中野幸司、浅田一海
- プログラム：亀山貴美子、伊藤尋
- グラフィック：武郎、てらたろ～、花丸アフロ
- 音響監督：松木仁美（ツーファイブ）
- オリジナルBGM作曲：長岡成貢、松永寛樹、神坂なおや（空耳工房）
- サウンドエンジニア：田中直人
- エグゼクティブプロデューサー：久野天人
- プロデューサー：栗原宏明

### 関連商品（熱血乙女青春記）
- ドキドキプリティリーグ 熱血乙女青春記 公式ガイドブック（1998年9月20日）
毎日コミュニケーションズより発売。
- ドキドキプリティリーグ 熱血乙女青春記 スコアブック（1998年10月1日）
新声社より発売。
- ドキドキプリティリーグ 熱血乙女青春記 ビジュアルブック（1998年10月9日）
ブロッコリーより発売。
- ドキドキプリティリーグ 熱血乙女青春記 オリジナルサウンドトラック&ヴォイスコレクション（1998年11月18日）
ファーストスマイルエンタテイメントより発売。
- ドキドキプリティリーグ 熱血乙女青春記（1999年4月22日）
KKベストセラーズよりプレリュード文庫として発売された小説作品。作者は竹下裕家。
- ブロッコリー・ハイブリッド・カード・コレクション ドキドキプリティリーグ熱血乙女青春記
ブロッコリーより発売。全120種。
- クリアファイル
コスパより発売。全3種。
- ピンバッジ
コスパより発売。野々原千晶、牧野泉、水無月葵の全3種。
- テレホンカード
コスパより発売。
- ユニフォームセット
コスパより発売。霞ヶ浦高校女子野球部のユニフォーム。

#### CDドラマ
本作の発売後、本作登場キャラクターによるCDドラマの発売が企画され実際に収録と編集が行われたが、次作が方向転換されることになり、CDドラマは発売中止となった。現在は聴くことができない。
霞ヶ浦高校女子野球部のメンバーそれぞれを主役としたミニドラマで構成されており、ゲーム上では主人公であった野々原千晶がドラマ上では悪役であったり端役であったりと、必ずしも重要視されていないところが特徴。
第1話「塗壁家密室殺人事件」
第2話「水無月葵探検隊が行く」
第3話「ゲームセンター由佳」
第4話「格闘会最強とうたわれた一子相伝の暗黒殺人拳は金髪モデルに通じるのか!?の巻」
第5話「プロサルファー・ゴル」
第6話「ゼロから始めるパソコン入門」
第7話「待って、セーラー服ピンポンナイト」
第8話「熱血教師タキザワの“泣いて笑ってこれが青春！”」
第9話「アルプスの少女クラクラ〜激闘編〜」
第10話「まっ逆さまの時間」
第11話「由佳とアリサのウキウキ天気予報」
第12話「嗚呼、霞ヶ浦歌劇団」
第13話「ケケケの葵ちゃん」
第14話「ケンイチ氏のビックリ日本新記録」
第15話「大量に吠えろ」

## ドキドキプリティリーグ Lovely Star
『ドキドキプリティリーグ Lovely Star』（ドキドキプリティリーグ ラブリースター）は、2001年12月13日にエクシングより発売されたプレイステーション用恋愛アドベンチャーゲーム。ドラマCDが同梱されているほか、初回特典としてポスターが店頭で配布された。略称は「ラブスタ」。

### 概要 (Lovely Star)
舞台を神奈川県横浜市に移し、前2作とは全く異なったストーリーで進行する。ゲームシステムとしてはこれまでメインとなっていた育成パートと試合パートが削除され、アドベンチャー部分が大半を占めることとなった。また、前2作のキャラクターは野々原千晶と長島茂子のみ登場した。ヒロインは8人。
原作及びキャラクターデザインは前々作のコミカライズを手がけた中野友貴が担当している。

### 登場人物 (Lovely Star)
野々原千晶、長島茂子に関しては前々作を参照。

#### 横浜岬学園女子野球部
綾瀬琴美（あやせ ことみ）
声 - 山本麻里安
2月26日生まれ。血液型O型。身長157cm、体重43kg、3サイズはB83、W54、H84。
明るくて元気な、主人公が住んでいる下宿先の一人娘。11年前に海岸で野球の練習をしている最中、隕石落下の衝撃波に巻き込まれて入院し、右肩に星型の痣が出来た。両親がイタリアンレストラン「カンパネルラ」を経営しており、その影響で調理は得意。父親から過保護に育てられたせいか、人に甘えやすい性格。要領が悪いので、感情を爆発させて後先考えずに突っ走る事もある。横浜岬学園入学と同時に、昨年度の春に廃部となっていた女子野球部を復活させた。キャプテンで1年生。キャラBGMは「いつも近くに」。
背番号1。ポジションはピッチャー。打順は琴美・未来・理音のシナリオでは6番、野々原のシナリオでは8番。右投右打。主人公の投球フォームを真似て魔球「ラブリースター」を習得する。三振を奪う速球派の投手だが、打たせて取る技術や実戦経験が無い為、試合後半になると体力の消耗から制球が乱れる。変化球を投げる描写もあるが、球種は不明。打球の処理が苦手で、エラーを恐れるあまりグラブで球を捕れない。野々原のシナリオで行われた試合では7回途中からサードを守った。
新野未来（にいの みき）
声 - 堀江由衣
1月2日生まれ。血液型A型。身長155cm、体重43kg、3サイズはB80、W53、H81。
弁護士か裁判官を志望していて法律に詳しい、真面目でしっかり者の優しい少女。愛読書は推理小説。進学科の1年生で、成績は学年トップ。中学生時代に男子野球部のマネージャーを務めた経験がある為、甲子園出場の高校や選手に詳しく、転校してきた主人公に対して当初から憧れがある。キャラBGMは「彼女の想い」。
背番号12。ポジションはキャッチャー。打順は琴美のシナリオでは3番、未来・理音のシナリオでは5番、野々原のシナリオでは6番。右投。捕球力に優れ、ラブリースターや千式紅炎球を初見で捕った。ブロック技術も高く、編笠のタックルに耐えられるが、バント処理には難がある。主人公から打撃の個別特訓を指導されていると、強打者に成長する。
富永一葉（とみなが かずは）
声 - 大野まりな
2月29日生まれ。血液型B型。身長159cm、体重42kg、3サイズはB79、W54、H82。
幼い頃からスポーツ万能、成績優秀で才能に恵まれていたものの、何をやっても一番を取ることが出来ず万年2位で終わり、それをコンプレックスに思う勝気で活発で短気な少女。小学生時代に野球勝負で負けてから、琴美に勝つことに執念を抱く。プライドが高くわがままで高飛車だが、寂しがり屋な面も持つ。進学科の1年C組で、成績は2番目。同級生のあずきとえんど〜を子分に持つ。衆議院議員富永一郎の娘。キャラBGMは「晴れのちときどき勝負」。
背番号5。ポジションはファースト。打順は琴美・未来・理音のシナリオでは4番、野々原のシナリオでは5番。右投右打。チームの主砲のホームランバッター。ドラマCDでは特訓の末に魔球「一葉スーパーエクセレントナックル」を習得するが、未来に捕る事が出来ず、チームの方針で使用を禁じられた。漫画版では秘打「ぐるぐるバスター」を習得している。
鷹峰愛華（たかみね あいか）
声 - 千葉千恵巳
10月24日生まれ。血液型B型。身長165cm、体重49kg、3サイズはB88、W56、H85。
見た目はおとなしそうだが、面白そうなイベントに目が無い、主人公と同じクラスの美少女。何らかの事件が起きると大抵現場におり、周囲を煽って事態を悪化させる厄介な人物。芸能科を差し置いて校内にファンクラブが出来るほどの美人で、生徒会長からも好かれている。実家は花屋「鷹峰生花店」。皆で楽しく出来るスポーツだから、という理由で女子野球部に入部した。琴美からは「お姉ちゃん」と呼ばれている。キャラBGMは「麗しきクラスメイト」。
背番号3。ポジションはセンター。打順は琴美・未来・理音のシナリオでは1番、野々原のシナリオでは2番。身軽な守備の名手で、好捕によって度々ピンチを救う。ドラマCDで行われた試合では、店の手伝いで右手を包丁で負傷した琴美に代わって、ピッチャーを務めた。
斎木梁（さいき りょう）
声 - 浅川悠
7月7日生まれ。血液型AB型。身長170cm、体重不明、3サイズはB88、W58、H86。
生まれつきギャンブルに目が無く、誰にでも賭けの話を持ちかける少女。外見はクールに見えるが、非常に負けず嫌いな性格で、勝利のためなら手段を選ばない。勝ったら勝ったで、途端に冷めてしまう。普通科2年生。学園の生徒会長を務める兄とは反りが合わず、独立して生活している。生徒会に屈しない女子野球部を気に入り5月10日に入部する。部員からは「お梁さん」と呼ばれる。キャラBGMは「お嬢様の憂鬱」。
背番号7。ポジションはセカンド。打順は琴美のシナリオでは2番、未来・理音・野々原のシナリオでは3番。
紫央崎夏芽（しおざき なつめ）
声 - 榎本温子
8月1日生まれ。血液型B型。身長163cm、体重48kg、3サイズはB82、W57、H83。
小笠原出身で、高校進学のために単身横浜にやってきた、アウトドアが大好きな元気娘。性格は気さくでノリが良く、誰とでも隔てなく付き合う。一度決めた事を意地でも貫く頑固さあり。連れているペットはリスのチョップ。普通科の1年B組。琴美と一葉の対決を見て心が熱くなり5月10日に女子野球部に入部する。キャラBGMは「爽やかな情熱」。
背番号2。ポジションはレフト。打順は琴美のシナリオでは5番、未来・理音のシナリオでは2番、野々原のシナリオでは1番。右投。

#### その他のキャラクター (Lovely Star)
冴津理音（さえず りおん）
声 - 有島モユ
5月5日生まれ。身長159cm、体重45kg、3サイズはB83、W55、H82。
対向刈高校の1年生で女子野球部員。さっぱりとした性格で自分の意見をハキハキ言うタイプ。それ故に本人の気付かぬ所で人を傷つけてしまう事がある。幼少時代に1年間昏睡状態に陥るほどの大事故に遭っており、それまでの記憶が全く無いが、その事を悩んだりせず前向きに過ごしている。5歳の頃から10年間海外生活を送った為、漢字や日本の常識をあまり知らない。中学時代はハワイのマウイジュニアハイスクールで野球をしていた。キャラBGMは「アメリカンスタイル」。
ポジションはファースト。野々原のシナリオで行われた試合ではショートを守った。打順は4番。右打。琴美のシナリオで秘打「シャイニングノバ」を使い、千式紅炎球を場外ホームランにした。
主人公
横浜岬学園に転校してきた2年生の男子生徒。昨年の夏に1年生エースとして甲子園の決勝まで完全試合を続けてきた大スター球児だが、打球の直撃で右肩を壊してしまう。めげずに春季大会で左腕投手となって出場したが1回戦で敗退し、他の部員や学校関係者から疎まれ、逃げるように転校した過去を持つ。岬学園では野球と関わる事を避けたがっていたが、生徒会に迫害されても活動を続けようとする女子野球部に心を動かされ、アドバイザーとしてチームに協力する。右打。かつて使用していた魔球は「シューティングスター」。デフォルトネームは「栗原球央」。漫画版では琴美から「球ちゃん」と呼ばれる。一部のシナリオでは女装させられ「須藤メイコ」の名で女子野球部に入部する。背番号0。
斉木零士（さいき れいじ）
声 - 岸尾大輔
横浜岬学園の生徒会長。風紀を乱す女子野球部を憎み、解散に追い込もうと画策する。チューリップが好き。好意を寄せている愛華と、妹の梁には弱い。キャラBGMは「美しいのに棘が無い」。
鯉村崎源太郎（こいむらさき げんたろう）
声 - 立木文彦
主人公のクラスメイト。応援団の副団長。「源さん」と呼ばれたがる。留年し続けており成人済みで、容姿は40歳過ぎに見える。妻と娘がいるらしい。キャラBGMは「エールを漢に」。
早乙女静流（さおとめ しずる）
声 - 満仲由紀子
主人公のクラスメイト。陸上部の特待生で、県大会2位の実力者。面倒見が良く仕切り屋で、姉御肌な性格。野々原に長くて綺麗な足だと褒められた。
広瀬弥生（ひろせ やよい）
声 - 池澤春菜
ソフトボール部の特待生。常に輸血を投与されており、顔色が悪く、発作でよく咳き込む。昔から病弱で、健康になる為にスポーツを始めた。
ロシア人少女
声 - りの
ロシア人の両親を持つ女子生徒。ロシアへ行った事がなく、ロシア語は話せない。優れた美声と肺活量の持ち主で、野々原からキャッチャー適性があると評される。
ペリカン連れの少女
声 - 村井かずさ
ペリカンのタカオを連れた女子生徒。
雷御寺あずき（らいおんじ）
声 - 水野愛日
一葉の親衛隊。漫画版では女子野球部に入部する。
遠藤乱三郎（えんどう らんざぶろう）
声 - 菅沼久義
一葉の親衛隊。通称「えんど～」。
応援団長
声 - 服巻浩司
応援団の団長。生徒会の横暴さに反旗を翻し、対立している。必殺技は「洪皇天承拳」、「麓狼蹴紅撃」。女子野球部員を見捨てる選択をすると、突然現れて主人公を病院送りにし、バッドエンドになる。
編笠（あみがさ）
声 - 龍谷修武
生徒会長の私設兵で、生徒会強制執行実動部隊。女子野球部の活動を妨害する。必殺技は「蛍爪射破」、「鬼炎竜散斬り」。
鈴木習良ヱ門（すずき じらえもん）
声 - 森訓久
主人公のクラスの担任を務める物理教師で、女子野球部の顧問でもある。存在感が希薄で、主人公はおろか生徒会長や校長先生からも顔と名前を覚えてもらえていない。
校長先生
声 - 北村弘一（騎犬老人） / 西脇保（犬）
横浜岬学園の校長。犬の鳴き声を犬に乗った老人が通訳して会話する謎の人物。購買部で売っている80円のコロッケパンが大好物。
中野
男子野球部員。捕手志望。
三沢健二（みさわ けんじ）
声 - 龍谷修武
未来の片思いの相手で、琴美達の中学時代の同級生。性格は一葉曰く男尊女卑で自己中心的。2年生の頃から野球部のエースとして活躍し、対向刈高校に進学。同校の女子野球部を廃部に追い込む為に対戦した試合で、密かに好意を寄せていた理音に全球ホームランを打たれて自棄になり、野球を辞める。以降は野球をしている女子を逆恨みし、バッティングセンターや岬学園の周辺で運動部の女子生徒を夜な夜な襲撃する暴漢と化した。未来の顔を覚えておらず、相手が誰なのか知らずに帰宅途中の彼女を襲い、三沢に気付いた未来が名前を明かすと、過去に他のマネージャーから未来が自分に好意があると聞いた話を思い出し、再度迫る。公園を住居とする夏芽の事も狙い、人気の無い深夜に襲撃する。理音に対しては彼女のアルバイト先を連日訪れ、やがて夜道で強引に襲い掛かり、抵抗されると顔を殴るなどの暴行を加えた。ピッチャーとして主人公を尊敬している。
琴美ママ
声 - 浅野るり
琴美の母。温厚な性格。料理上手。
琴美パパ
声 - 服巻浩司
琴美の父。娘を溺愛しており、近寄る男をパスタの具材にしようとする。主人公を「青少年クン」と呼ぶ。
結麗（ゆいりぃ）
声 - 進藤尚美
琴美の祖母で、道教の巫女の末裔。横浜中華街に店を構える占い師。食事は中華料理と和食しか認めておらず、息子の琴美パパがイタリアンレストランを開いてから彼とは険悪な関係になった。
未来の父
声 - 西脇保
娘が誕生して間もなく妻を亡くし、男手一つで未来を育てた。力仕事をしている。
梁の母
声 - 新千恵子
世界的なギャンブラー。現在はアメリカに住んでおり、カジノ付き高級ホテルを経営している。
野々原君行（ののはら きみゆき）
声 - 森訓久
野々原千晶の弟。母親からは野球を教わっておらず、姉の遊びに付き合い硬球をぶつけられ何度も骨折しながら育った。現在は中学3年生で、サッカー部のキャプテンにしてエース。硬球でリフティングやヘディングが出来る程の頑丈な体とボール捌きを身に付けた。蒼い炎を出すシュート「蒼炎龍撃弾」を使用する。公園で知り合って仲良くなった理音に好意を抱く。

### 主題歌（Lovely Star）
春風にKissして
作詩：大城光恵 / 作曲：日比野信午 / 編曲：白石幸一郎 / 歌：水野愛日
オープニングテーマ。
あの夏を忘れない
作詩・作曲：加藤立子 / 編曲：平野孝幸 / 歌：水野愛日
エンディングテーマ。

### スタッフ（Lovely Star）
- エグゼクティブプロデューサー：木村良朗
- プロデューサー：青柳将司
- ディレクター：栗原宏明
- 原作・キャラクターデザイン：中野友貴
- プログラム：丸山武志
- スクリプトデータ作成：栗原宏明、丸山武志、小池あい
- グラフィッカー：立木シンジ（スタジオEXIT）、並木良夫、中野友貴、栗原宏明、丸山武志
- 音楽：田中直人
- 効果音：栗原宏明、田中直人
- ボイスデータ作成：青柳将司、栗原宏明、小池あい、石川雅敏、布田英和、丸山武志
- シナリオ：栗原宏明、今関博文、篠澤真夫、堰善宣

### 関連商品（Lovely Star）
- ドキドキプリティリーグ Lovely Star Sound Tracx（2000年4月19日）
ハピネットより発売されたサウンドトラック。
- ドキドキプリティリーグ Lovely Star（2001年3月10日）
角川書店『月刊電撃コミックガオ!』誌上にて連載され、電撃CEXとして発売された漫画作品。全1巻。作者は中野友貴。

## ラジオ番組版
1996年4月から1997年3月にかけて文化放送系列で同名のラジオ番組が放送された（スポンサーはパイオニアLDC（現在のジェネオン・ユニバーサル・エンターテイメントジャパン）とエクシング）。ラジオドラマではコーチ役等を演じた声優小野坂昌也と本作品で長島茂子役の声優でオープニング・エンディング曲を担当した秋山久美がメインパーソナリティーを務め、お便りやPS用ゲームのメインとなる私立霞ヶ浦高校女子野球部の活躍を描いたラジオドラマやダジャレで優劣を決めるD-1グランプリ（K-1グランプリに引っ掛けているが無関係）などのコーナーを出していた。ゲームの発売が近くなった頃に、秋山が実際にゲームをプレイする様子が放送された。最終回は某所の居酒屋で収録が行われ、ゲストの松本梨香が酒に酔って小野坂に絡んでいた。
| 文化放送 日曜 23:30 - 24:00枠                                      | 文化放送 日曜 23:30 - 24:00枠                  | 文化放送 日曜 23:30 - 24:00枠                  |
| 前番組                                                             | 番組名                                         | 次番組                                         |
| ------------------------------------------------------------------ | ---------------------------------------------- | ---------------------------------------------- |
| アルシェくらぶITEMAE RADIO 1995年4月 - 1996年3月 （23:00 - 24:00） | DOKIDOKIプリティーリーグ 1996年4月 - 1997年3月 | 愛と由美のあぁぁ新天地! 1997年4月 - 1997年10月 |

### CDドラマ『ドキドキプリティリーグ』
前述のラジオドラマを収録したもので、女子野球部結成から部員たちの特訓・恋愛・学園生活をコミカルに描いている。また、ラジオ番組ではオンエアされなかったスペシャルエピソードがそれぞれ1話ずつ収録された（ラジオスタジアム〈1塁〉からラジオ延長戦〈恋愛編〉まではパイオニアLDCから発売されていたが、ラジオ延長戦〈学園編〉はエクシングから発売されたゲームの初回限定版に同梱）。
なお、オープニング・エンディング曲のショートバージョン（1コーラス目または2コーラス目）を秋山久美が歌った。
以下はCDドラマに収録されているサブタイトル。
ドキドキプリティリーグ ラジオスタジアム〈1塁〉（1996年7月24日）
第1話「霞ヶ浦高校女子野球部の夜明け」
第2話「浅井教授の大実験」
第3話「新入部員は剣士様」
第4話「女子野球部、初めての試合」
第5話「中山家の晩餐」
CDスペシャル「美少女野球戦士プリティリーガーファイブ」
ドキドキプリティリーグ ラジオスタジアム〈2塁〉（1996年8月28日）
第6話「千晶が打たれる!?」
第7話「謎の強化計画」
第8話「長島モコ、引退します!?」
第9話「密林の修業者!?」
第10話「おじいさんは見た！雨の秩父混浴事件！秘湯の湯気に消えた十人の女子高生・復讐編！」
CDスペシャル「パン売り場で……」
ドキドキプリティリーグ ラジオスタジアム〈3塁〉（1996年9月25日）
第11話「カンニング大作戦」
第12話「木村家の昼ご飯」
第13話「大会委員がやってきた」
第14話「迷探偵 滝沢馨の事件簿」
第15話「嗚呼、野球道の女達」
CDスペシャル 「十年後の同窓会」
ドキドキプリティリーグ ラジオスタジアム〈本塁〉（1996年10月23日）
第16話「ナカヤマパークに連れてって」
第17話「燃えよ野球拳！」
第18話「うちの猫知りませんか」
第19話「魔法のランプに気をつけろ」
第20話「炎の対決！千晶VS泉」
CDスペシャル「突撃ラジオジャック」
ドキドキプリティリーグ ラジオ延長戦〈特訓編〉（1997年2月26日）
第1話「恐怖の打率10割バッター!?」
第2話「サンプリングピッチャーを打ち崩せ！」
第3話「疾走!!激走!!大暴走!?」
第4話「色気を磨け！須永のウッフ〜ン大作戦！」
第5話「Gに耐える乙女達」
第6話「河合の特訓指令!!卓球魔球を打ち崩せ!?」
CDスペシャル「宇宙のプレイボール」
ドキドキプリティリーグ ラジオ延長戦〈恋愛編〉（1997年2月26日）
第7話「千晶の愛したスパイ!?」
第8話「愛しの“投げる君”真弓のうっふんあっはんバージョン！」
第9話「滝沢変身計画!?」
第10話「夢に見るほど恋してる!?」
第11話「中山、愛の花嫁修業」
第12話「ロマンスは携帯から」
CDスペシャル「ボクが教師になったワケ」
ドキドキプリティリーグ ラジオ延長戦〈学園編〉（1997年3月28日。ただし、初回限定版に同梱された特典のみ）
第13話「部室へ行こう」
第14話「英語修行！須永の赤点突破大作戦!!」
第15話「はっぴぃばーすでぃ……恭子」
第16話「謎の液体X」
第17話「見え見えの見栄に見えるけど」
第18話「私達の文化祭」
CDスペシャル「雨のち晴れ」

### CDドラマに登場するキャラクター
霞ヶ浦高校女子野球部員に関してはPS用ゲーム版ドキドキプリティリーグの登場人物紹介を参照。
牧野香奈
牧野泉の母。物分かりが良い。
くまがい
霞ヶ浦高校ソフトボール部員。2番打者。
大前田（おおまえだ）
中山家に仕える老執事。中山をリムジンで送迎する。ゲーム本編には名前のみ登場。
大前田あきら
大前田の弟。中米で傭兵として従軍している。階級は大佐。AH-64アパッチを自家用機に持つ。
ジェニファー・ムーア
大前田あきらの副官を勤める金髪美人。
牧野卓人
牧野泉の父。過保護。
木村弥仁太
木村由佳の父。大阪出身。近鉄ファン。印刷関係の中小企業の社長だが、家庭内での権力は弱い。
木村小一郎
木村由佳の弟。オリックスファンでありイチローファン。将来の夢は野球解説者。
木村眞枝奈
木村由佳の母。大阪人。実家の近くに南海線があった為、ホークスファンになった。
いわがみりの
極道バラエティ「舐めたらあかん」の監督兼主演。
ピング、ポング
河合の飼い猫。ピングは白く、ポングは茶色い。雑種。ゲーム本編には名前のみ登場。
ランプの魔神
中山家の屋敷にあったランプから現れた魔神。願い事を3つだけ叶えてくれる。
小野坂（おのさか）
声 - 小野坂昌也
霞ヶ浦高校の国語教師。文芸同好会の顧問でもある。霞校長の命令により女子野球部のコーチに就任するが、野球のルールを知らない。
ユリ清田（きよた）
私立ESP学園女子野球部員。超能力で相手の配球を読み取り、コースや球種を言い当てる事が出来る。
猫八（ねこはち）
江戸屋学園女子野球部のエースピッチャー。球を投げた後に形態模写で様々な音を鳴らして打者を混乱させるサンプリング投法を使う。かつて物真似コンテストで決勝戦まで勝ち残った。
新田（にった）
新女学院高校野球部のキャッチャー。鍛え上げた丸太のような腕の筋肉で、盗塁阻止率100%の超強肩を持つと噂される。女子プロレスのスカウトがよく現れるが、本人は女優志望。
シンディ
プレイメイト・ハイスクール女子野球部のキャプテン。身長170cm以上の金髪グラマー美人で、色気を使って審判の判定を覆す。セクシー系事務所のスカウトがよく試合を観戦している。
メイ・リンファ
大学高校女子野球部のエースピッチャー。可愛いので女子野球界のアイドル的な存在になった。中国からの留学生であり、気功の力で打者を金縛りにして99連続ノーヒットノーランを達成するが、後ろめたさを感じている。
中島小百合（なかじま さゆり）
銀河連合ギャラクシアン女学院名古屋校の選手。ポジションはショート。打順は1番。俊足巧打の選手で、得技は石化光線。普段は地域のボランティアに協力している優しい少女。
ながたぬままい
ギャラ女名古屋校の選手。ポジションはライト。打順は2番。火星流妖術を得意とする宇宙の暗黒魔女。弱点は直射日光。チームを盛り上げる陽気な少女。
キャリーゆきむら
ギャラ女名古屋校のキャプテン。ポジションはキャッチャー。打順は3番。通った跡は草木一本残さないが、普段は園芸部に所属して草花を愛する御淑やかな少女。
ぜろぜろななお
エムアイ学園の男子生徒で、スパイ同好会に所属。外見は木村曰くイケてる。霞ヶ浦高校女子野球部のボスにして一番の美女と見定めた野々原に接触し、交際に成功するが、愛してしまう前に自ら身を引き去る。
投げる君 真弓のうっふんあっはんバージョン
浅井が作った人工知能を搭載したピッチングマシン。浅井に好意を抱く。
ガンさん
浅井が作った人工知能を搭載したスピードガン。
カメコちゃん
浅井が作った人工知能を搭載したビデオカメラ。
デッキーさん
浅井が作った人工知能を搭載したビデオデッキ。
ゆめのひとし
霞ヶ浦高校の男子生徒で、占い研究会の会長。須永に好意を抱く。
滝沢（たきざわ）
中山が花嫁修業の為にアルバイトを始めた勤務先であるファミレスの先輩店員。気配りが出来て親切だが、滝沢馨の兄と判明し中山に激怒される。滝沢の兄は熱血漢の一馬と理論派の洋平の二人がいるが、この人物がどちらなのかは不明。
ななこ、ゆりお
中山のバイト先のファミレスに来店した親子連れ客の娘と息子。
おかざきゆうすけ
間違い電話で河合と知り合った真面目な男子高校生。放送部員でミキサー担当。得意教科は英語。外見は河合曰く凄く格好良い。
まきこ
小野坂の高校時代の2学年先輩だった女子生徒。卒業するまでに図書室の全ての本を読むのが目標。
マイケル
中山の家庭教師を勤める金髪のアメリカ人。